# Ewolucja nadwozi samochodów osobowych
Ewolucja nadwozi samochodów osobowych

## XIX wiek
Historia samochodu jako praktycznego wynalazku rozpoczęła się w drugiej połowie lat 80 XIX wieku, kiedy zaczęto budować pierwsze nadające się do użycia modele, w coraz większej liczbie. Pierwsze nadwozia samochodów z końca XIX wieku stanowiły naśladownictwo otwartych powozów konnych. Także nazewnictwo stylów nadwozi było przejęte z pojazdów konnych, jak brek, faeton, kareta, głównie pod wpływem przyjętego w nazewnictwie powozów języka francuskiego. Pojazdy te były wysokie, z małym rozstawem osi i wysoko umieszczonymi siedzeniami. Silnik montowany był w różnych miejscach – najczęściej z tyłu lub pośrodku pod siedzeniem. Umieszczenie silnika wraz z chłodnicą w przedniej części pojazdu było wynalazkiem firmy Panhard & Levassor z 1891 roku, który dopiero stopniowo stał się dominującym układem w konstrukcji samochodów. Duże koła szprychowe przejęte z powozów miały w Europie na ogół większą średnicę na tylnej osi. Nadwozia były budowane jednostkowo metodami rzemieślniczymi, często nie przez producentów podwozi, lecz w warsztatach wytwarzających powozy, zgodnie z zamówieniem klienta lub sprzedawcy. Z niektórych firm wytwarzających powozy konne wyrosły później wyspecjalizowane firmy karoseryjne. Z zasady nadwozia były otwarte, bez osłon bocznych, oparte na drewnianym szkielecie pokrytym sklejką lub płótnem, szpachlowanym i lakierowanym lakierami kopalowymi (żywicznymi). Wzorem powozów, mogły być wyposażone w rozkładaną budę z tyłu. Do nadwozia mogły być z przodu przyczepione latarnie, na ogół karbidowe (acetylenowe).
Na przełomie XIX i XX wieku popularność zdobyły zwłaszcza najprostsze dwuosobowe otwarte nadwozia faeton (phaeton, w USA znane jako runabout). Z uwagi na krótkie rozstawy osi ówczesnych samochodów, nadwozie podwójny faeton zyskało największe znaczenie dopiero w kolejnej dekadzie. Dla większej liczby pasażerów częste były natomiast otwarte nadwozia dos-à-dos, mające dwa rzędy siedzeń umieszczone plecami do siebie, oraz vis-à-vis – twarzami do siebie, w którym kierowca miał przed sobą pasażerów. Spotykanym typem nadwozia wieloosobowego był też tonneau, w którym na tylne siedzenia wsiadano od tyłu pojazdu, oraz podobny brek, w którym tylna część była wydłużona i mieściła więcej osób na wzdłużnych ławkach. Do rzadkich wyjątków na przełomie XIX i XX wieku należały nadwozia zamknięte, jak zmotoryzowana kareta Daimler Riemenwagen Coupé z końca wieku.

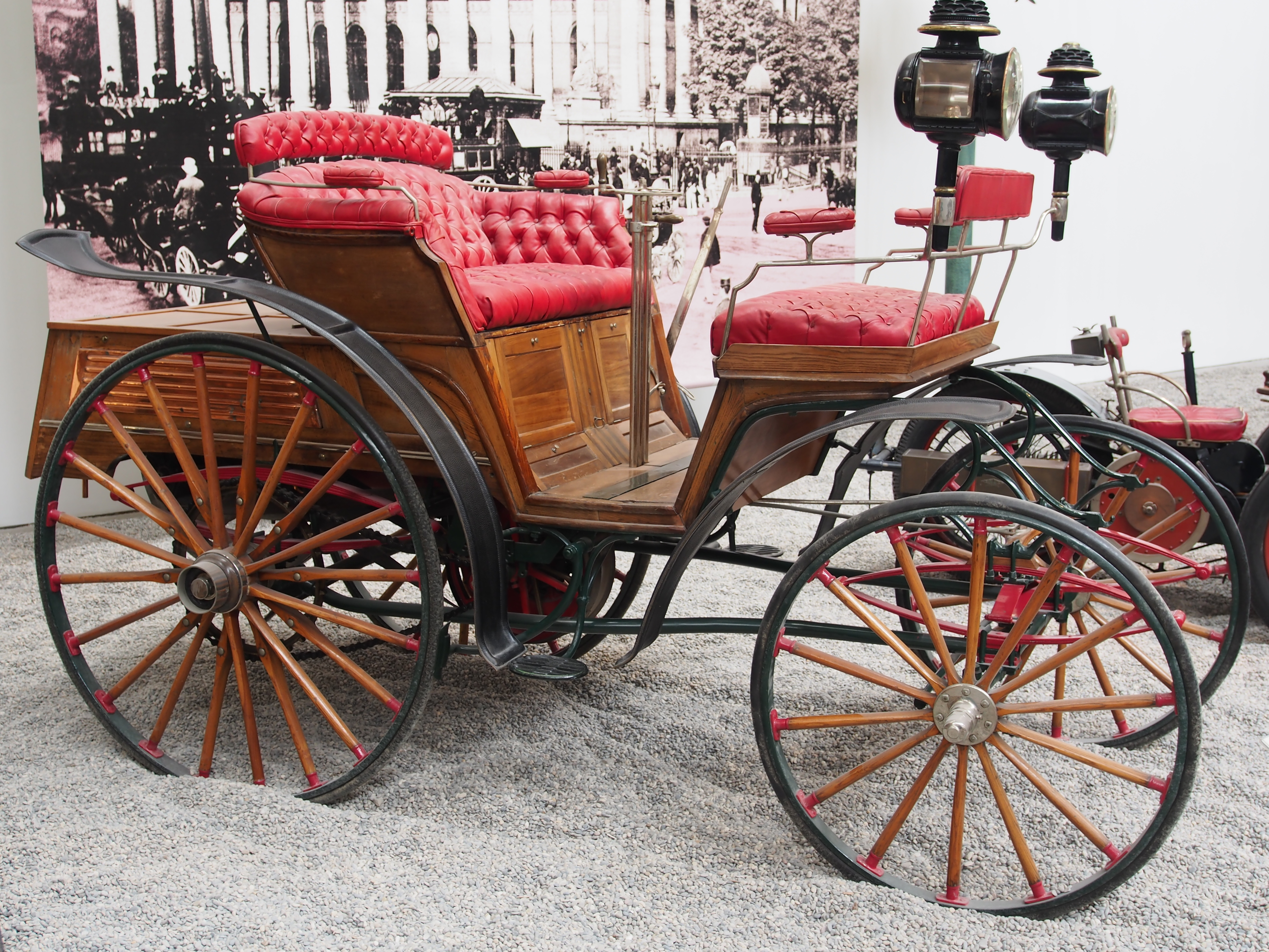
Benz Victoria vis-à-vis z 1893
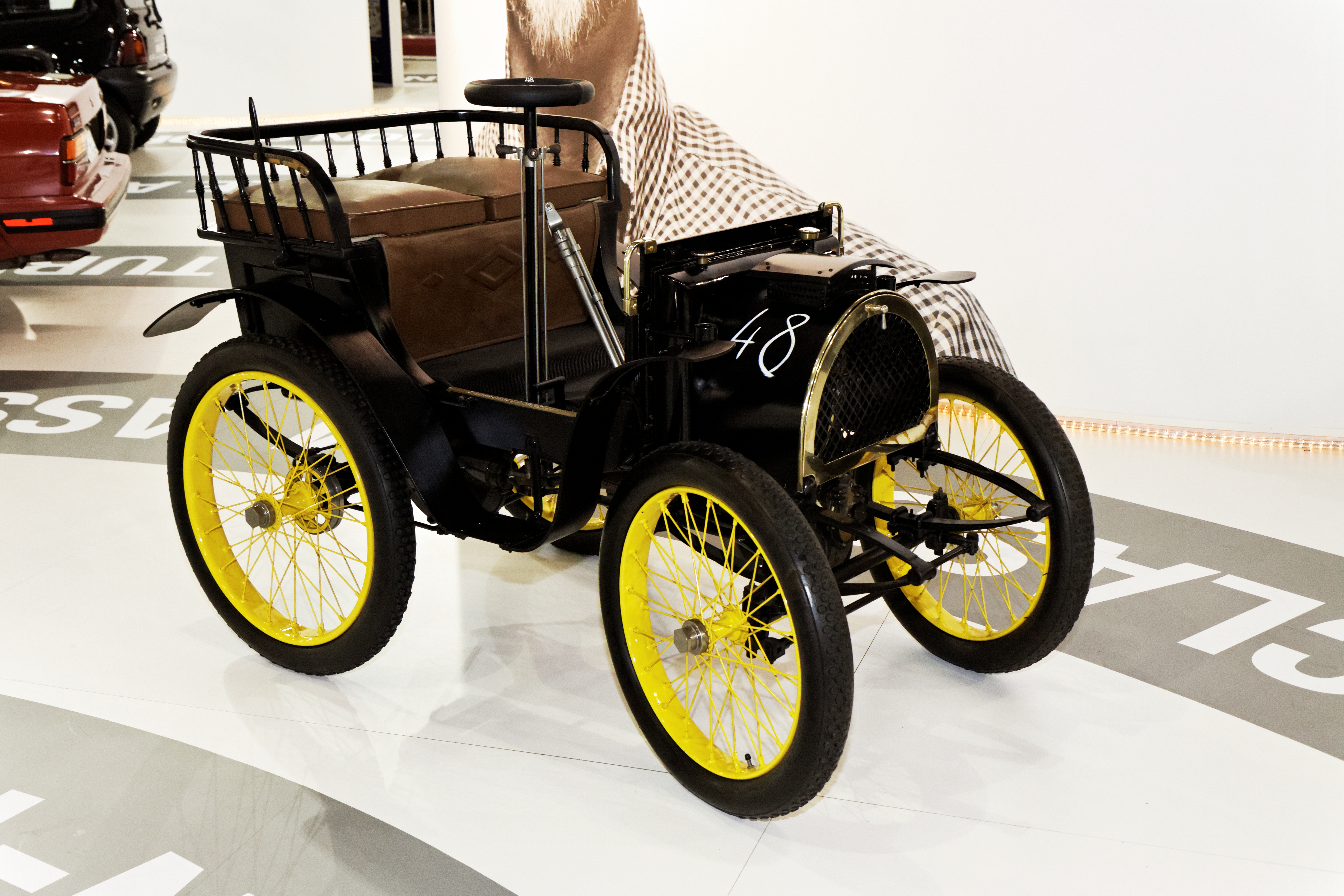
Renault z 1898
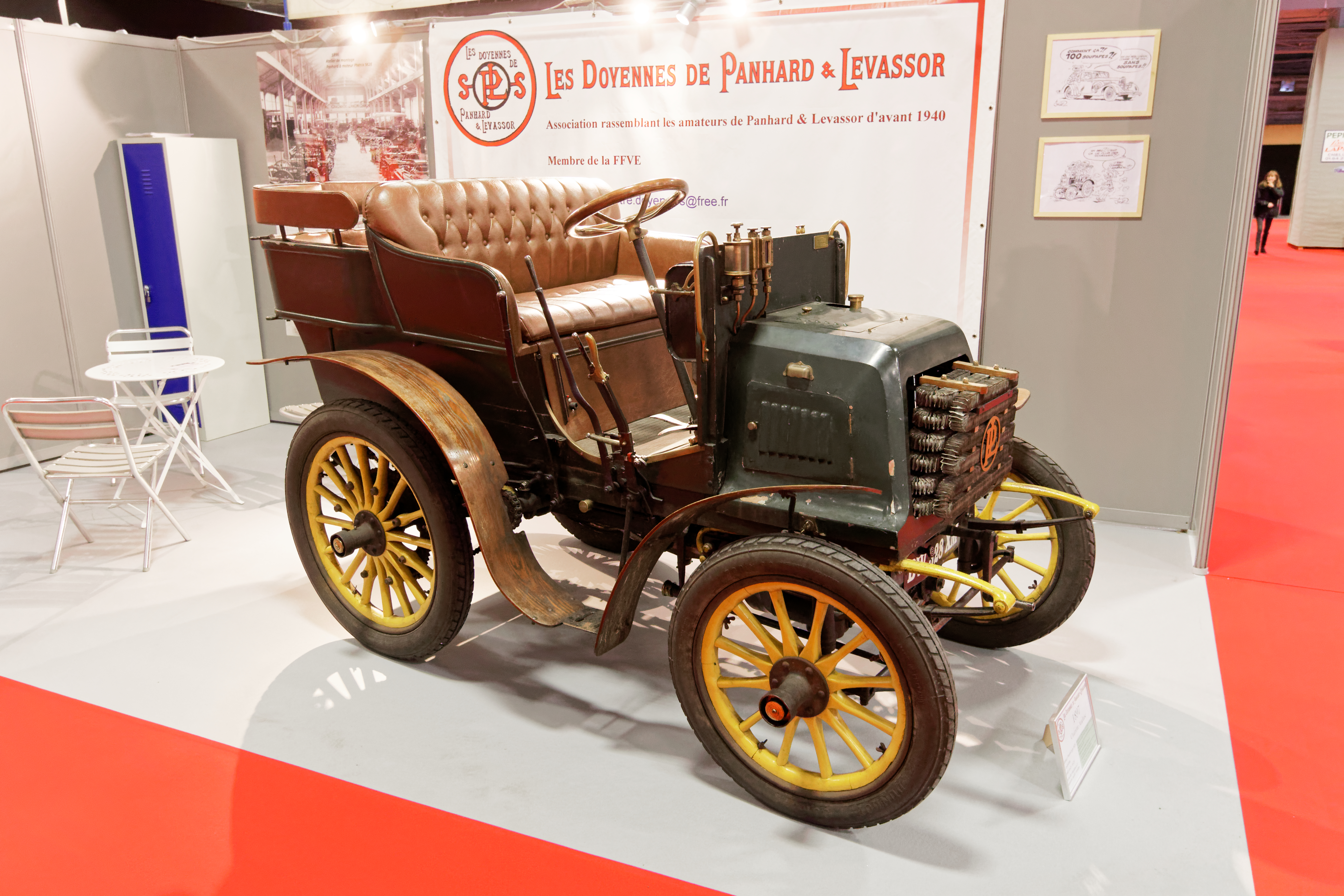
Panhard & Levassor brek z 1897

## Lata 1900–1919

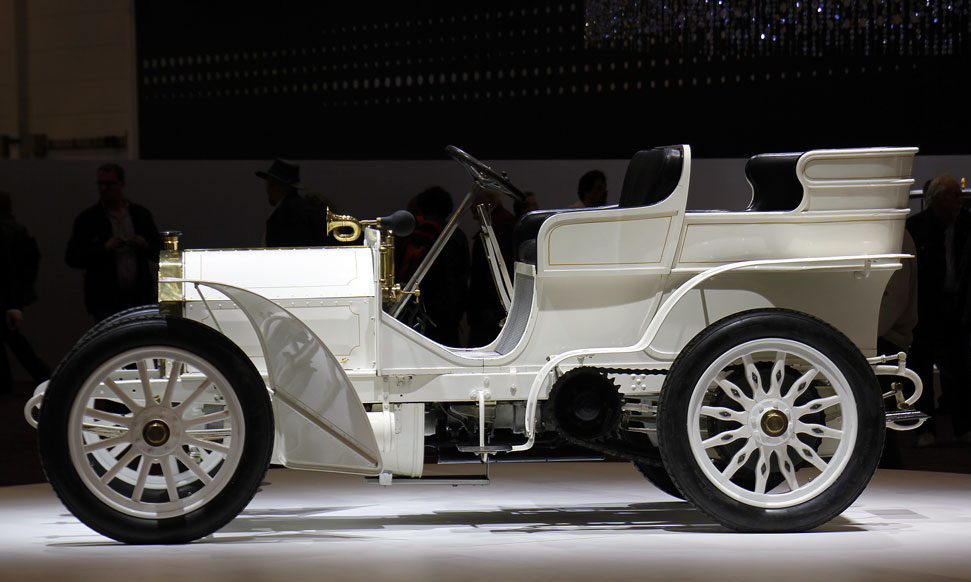
Mercedes Simplex z nadwoziem tonneau (1902)

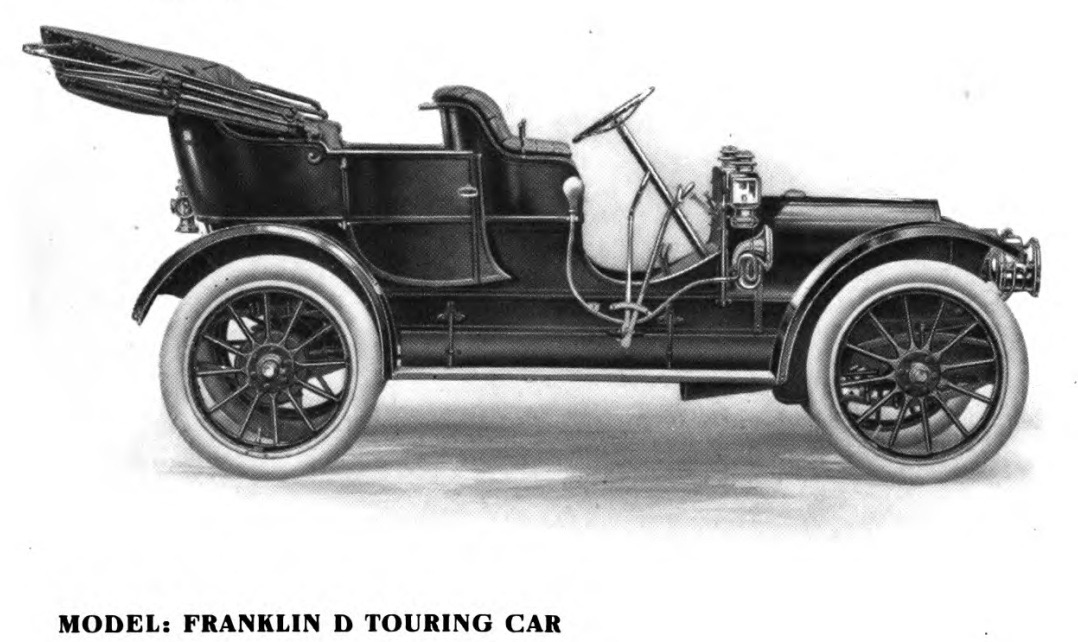
Podwójny faeton Franklin Model D (1910)

Po 1900 roku nastąpiły zasadnicze zmiany, które doprowadziły do wykształcenia się samochodu o odrębnym od pojazdów konnych, specyficznym wyglądzie. Związane to było ze zrozumieniem, że przy większych rozwijanych prędkościach samochód musi dla bezpieczeństwa mieć nisko położony środek ciężkości i większy rozstaw osi. W tym czasie też upowszechniły się koła szprychowe o mniejszej niż poprzednio średnicy, takiej samej z przodu i tyłu, ogumione oponami pneumatycznymi. Pierwszym samochodem zbudowanym według nowych zasad, z dłuższym rozstawem osi, wydłużoną maską silnika z przodu i nadwoziem na niżej zawieszonej ramie, z siedzeniami przodem do kierunku jazdy za silnikiem, był sportowy Mercedes z 1901 roku, dający początek osobowemu modelowi Mercedes Simplex. Styl ten stał się szybko ogólnie przyjętym stylem budowy samochodów. Typowym atrybutem stała się długa wąska maska silnika, zwieńczona chłodnicą, oraz błotniki przednie i tylne, połączone stopniami. Już wówczas niektóre marki starały się wypracować indywidualny styl nadwozia. Ogół samochodów miał chłodnice wody z przodu maski, przed silnikiem, lecz niektóre firmy, głównie francuskie (jak Renault) stosowały ścięty opływowy nos maski i chłodnicę umieszczoną dopiero za silnikiem; podobne rozwiązanie stylistyczne miały późniejsze czechosłowackie małe samochody Tatra z silnikiem chłodzonym powietrzem. Wyróżniały się również nieliczne firmy stosujące maskę silnika w formie leżącego cylindra, z okrągłą chłodnicą (m.in. Spyker i Delaunay-Belleville). W 1906 roku w USA pojawiły się zderzaki, lecz nie zyskały początkowo upowszechnienia.
Najczęściej spotykanym typem nadwozia w pierwszym dziesięcioleciu XX wieku stał się odkryty czteroosobowy podwójny faeton (double phaeton), z dwoma rzędami siedzeń. Pierwotnie nadwozia takie były bez drzwiczek, później z drzwiczkami dla tylnego rzędu, a następnie także przedniego rzędu siedzeń. Początkowo samochody nie miały w ogóle przedniej szyby chroniącej od wiatru, którą zaczęto stopniowo stosować w pierwszym dziesięcioleciu wieku. Mogły mieć natomiast rozkładane budy za siedzeniem, chroniące częściowo pasażerów od deszczu. Nadal spotykano na początku XX wieku nadwozia typu tonneau, z dostępem na tylne siedzenia od tyłu.

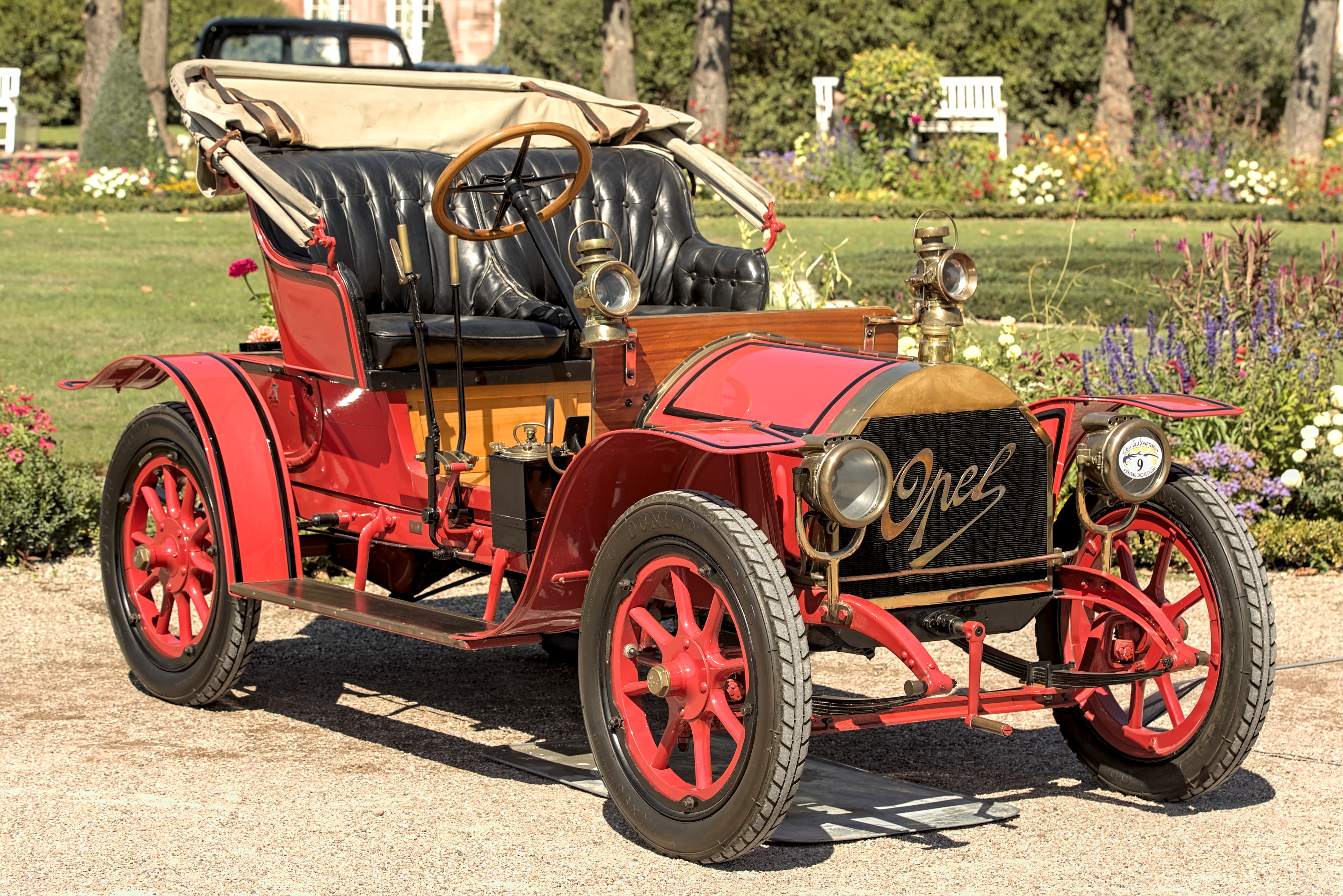
Opel Doktorwagen faeton (1908)
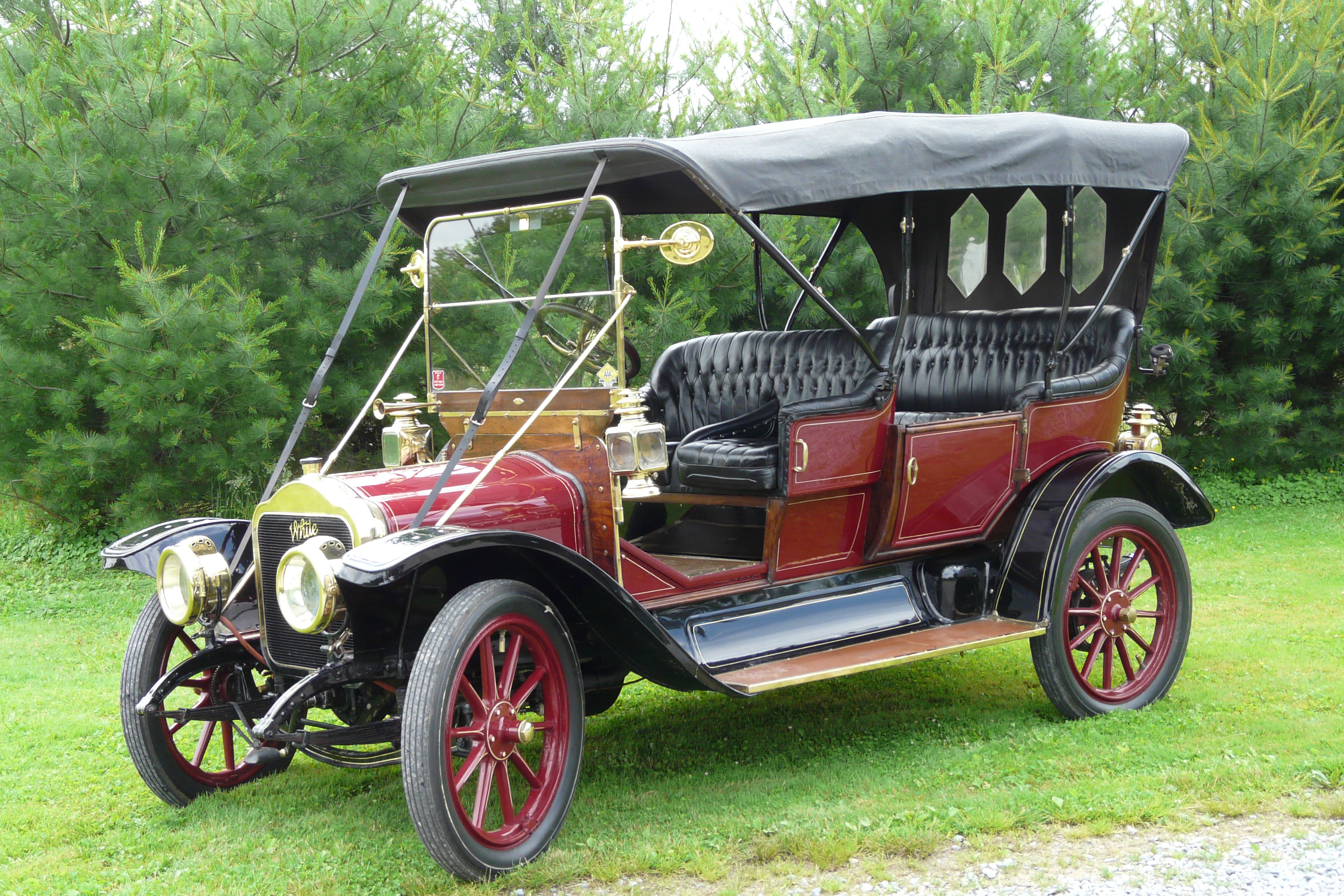
White podwójny faeton z rozłożonym dachem (1910)
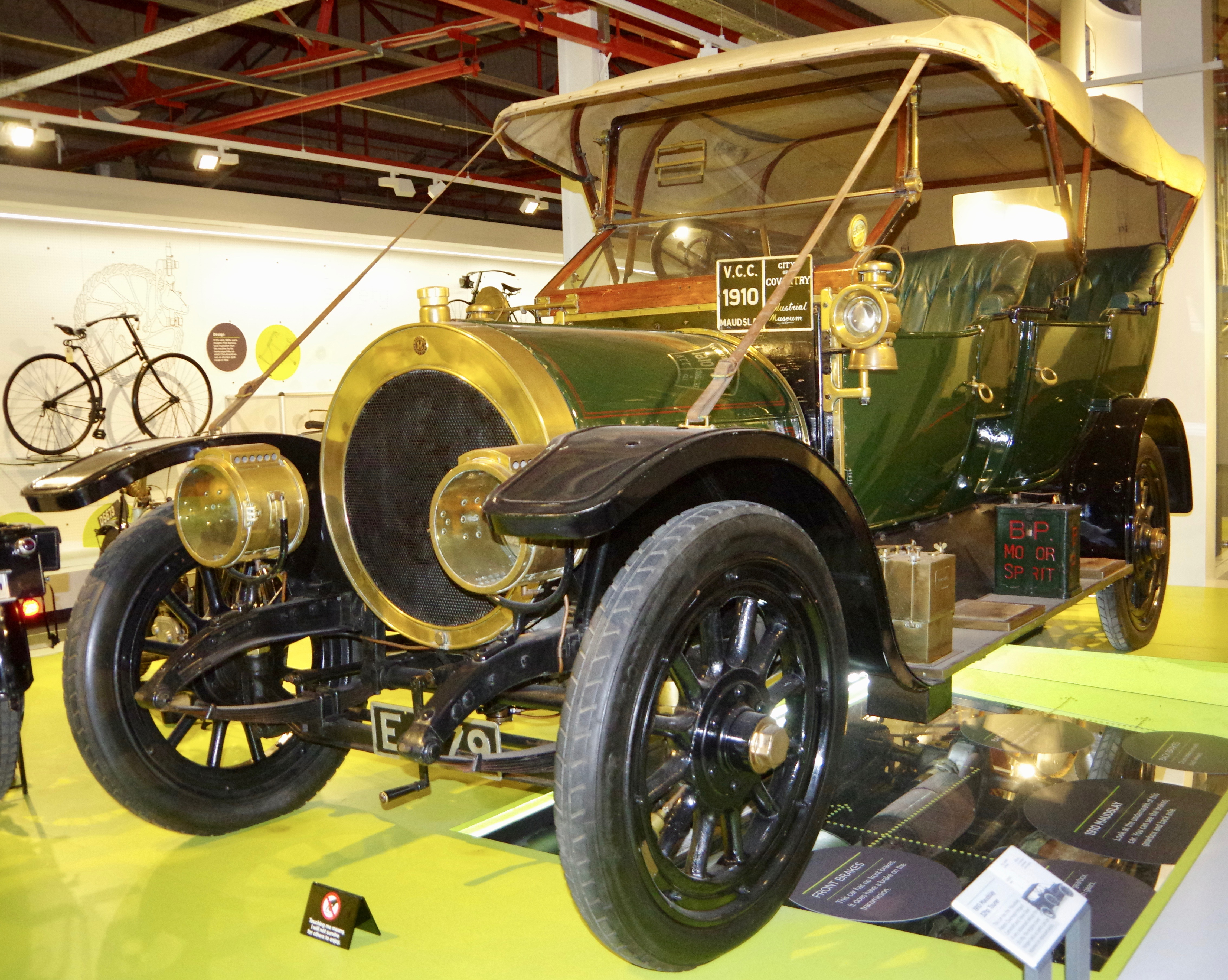
Maudslay podwójny faeton z okrągłą chłodnicą (1910)
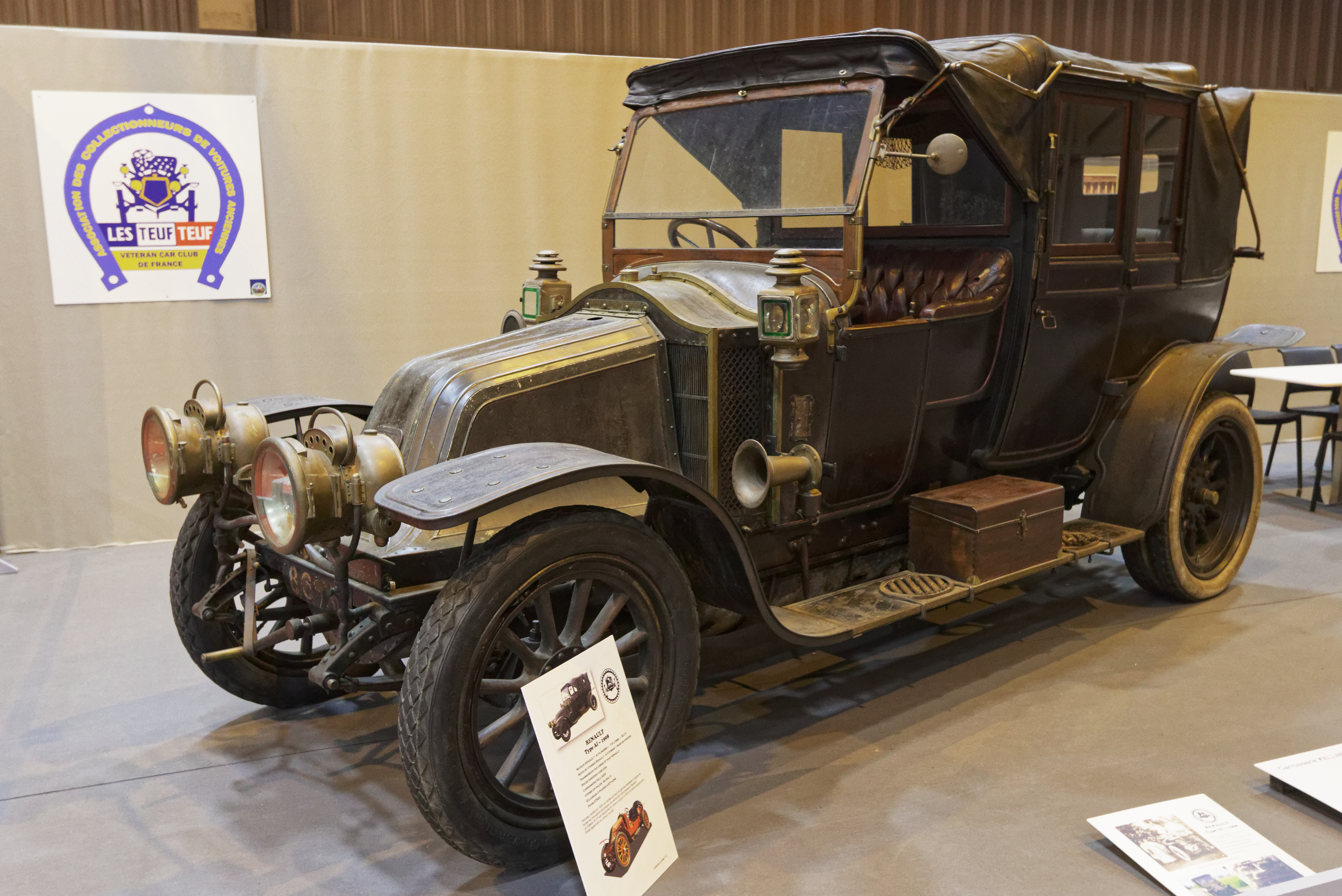
Renault AI kabriolet (1908)

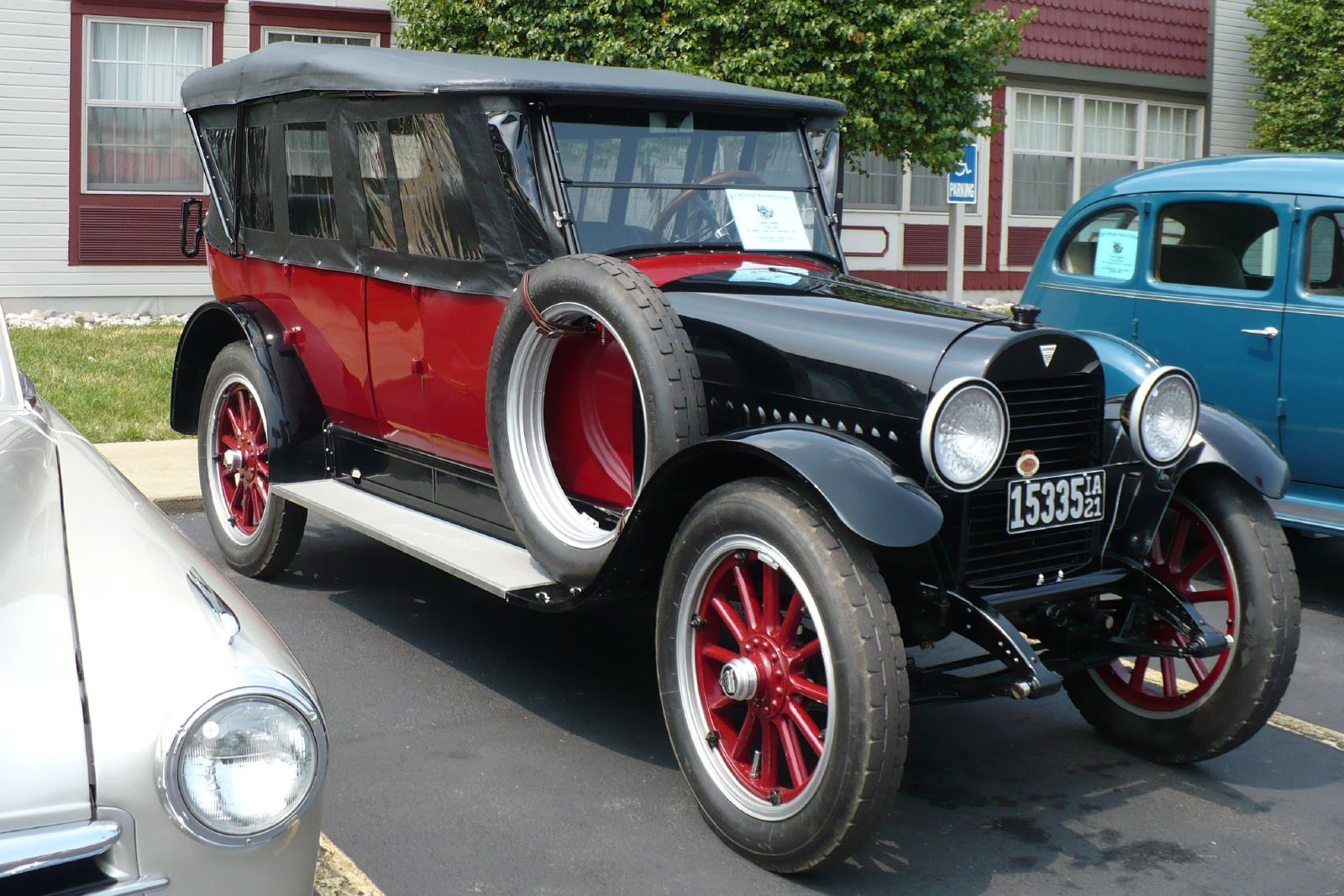
Hudson z 1921 z nadwoziem torpedo z osłonami bocznymi

Dalszym etapem rozwoju otwartego nadwozia stało się torpedo, powstałe w celu lepszej osłony pasażerów przed pędem powietrza, kurzem i warunkami atmosferycznymi przy wzrastających prędkościach jazdy, które stało się dominującym typem nadwozia w okresie 1910–1930. Znane było także jako tourer, przy czym niektórzy autorzy jako torpedo określają tylko jego odmianę z górną krawędzią tworzącą prostą linię. Charakteryzowało się pełnymi burtami z drzwiczkami, na ogół szybą przednią i miękkim rozkładanym dachem. Karoseria obejmowała całe wnętrze pojazdu i miała już w pewnym stopniu kształty opływowe. Pasażerowie nie byli jednak całkowicie chronieni z boków, gdyż nadwozie nie miało integralnych szyb bocznych, a jedynie można było mocować celuloidowe okna w metalowych ramkach, nie całkowicie szczelne. Na ogół było to nadwozie czteroosobowe, z dwoma siedzeniami z przodu i tyłu, lecz w dłuższych samochodach spotykano także dwa rozkładane siedzenia (straponteny) pomiędzy rzędami. W USA samochody takie, podobnie jak phaetony, były określane jako turystyczne (touring), jednakże wymiennie stosowano dla nich również termin phaeton, a jako dual cowl phaeton określano nadwozie torpedo mające dwa oddzielone przedziały z przodu i tyłu. Drzwi były zawieszane na ogół na przedniej krawędzi, lecz często zawieszone były na tylnej krawędzi i otwierały się do tyłu – konkretne rozwiązanie bywało wymuszone przez stylistykę samochodu, gdyż krawędź bez zawiasów nie musiała być wówczas pionowa. Na początku lat 30. nadwozie torpedo, głównie dwumiejscowe, spotykane było już raczej w samochodach o charakterze sportowym.

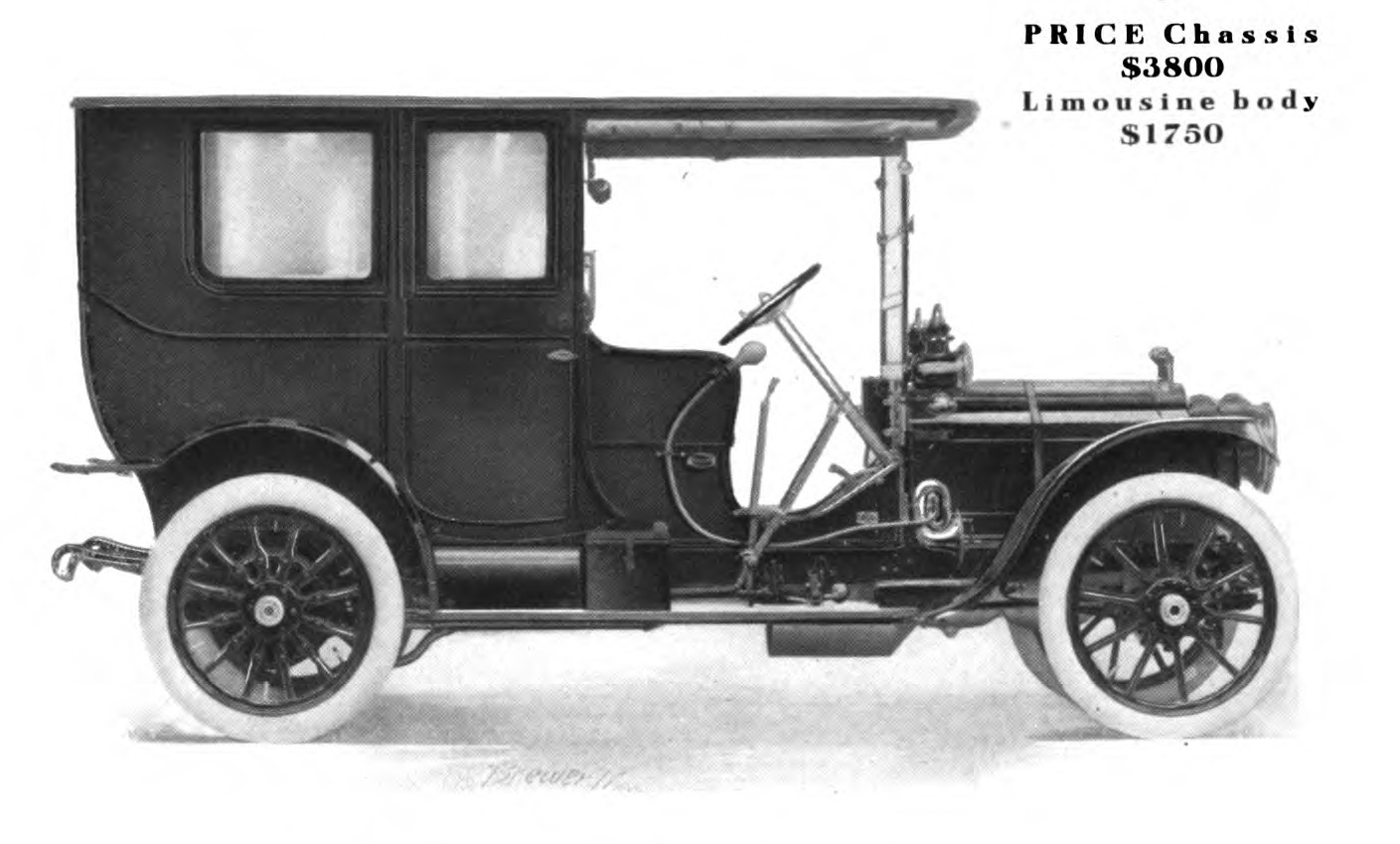
Packard Model 30 limuzyna (1910)

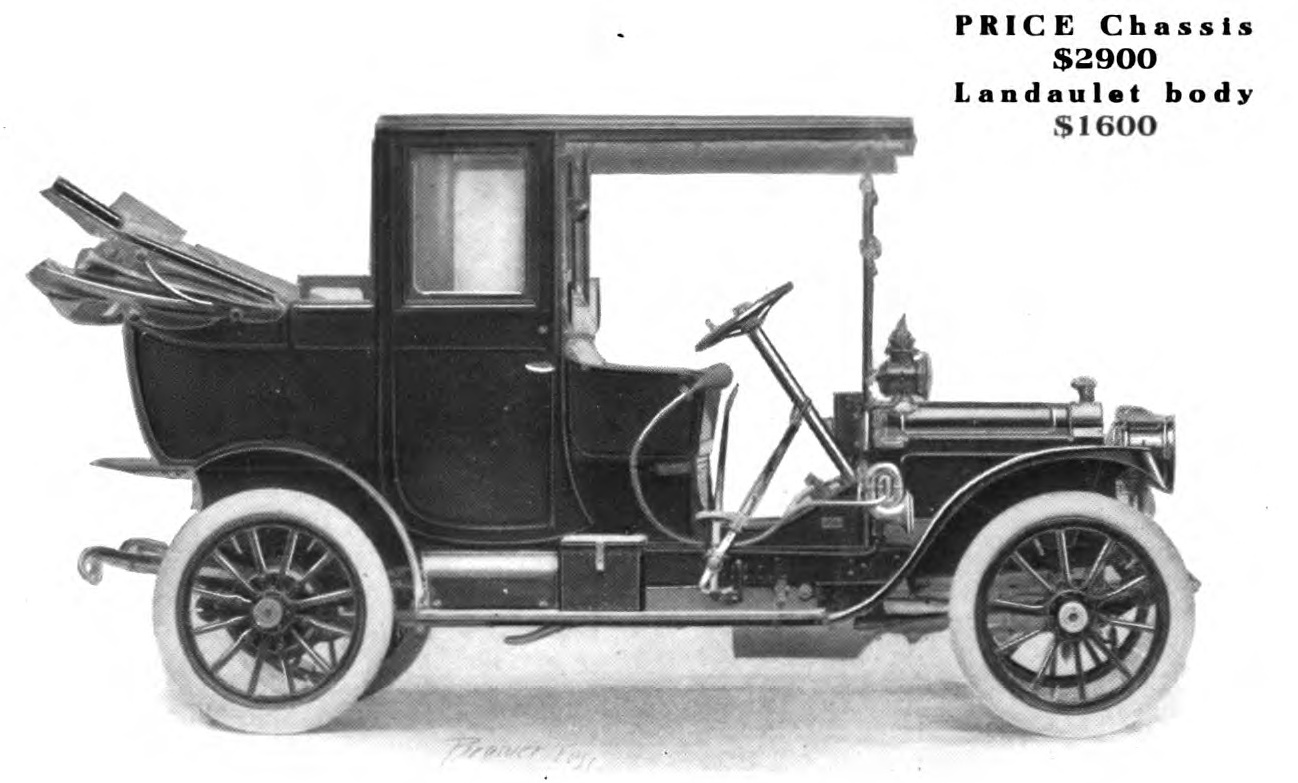
Packard Model 18 landaulet (1910)

Zamknięte nadwozia były początkowo znacznie mniej popularne, między innymi z powodów znacznie większego kosztu oraz większej masy przy niewielkich mocach ówczesnych silników, a także niebezpiecznych przy rozbiciu szklanych szyb. Dlatego też zamknięte nadwozia typu kareta początkowo występowały głównie w droższych samochodach luksusowych, przy czym stosowano je dla wygody pasażerów, którzy byli oddzieleni od przedziału zawodowego kierowcy (szofera). We wczesnych nadwoziach typu limuzyna przedział pasażerski był zamknięty, a kierowca przed nim miał nad sobą jedynie sztywny dach, bez okien. Wyróżniano odmianę coupé de ville, w której dach nad kierowcą był zwijany. Ich odmianą były nadwozia odpowiednio landaulet i coupe-landaulet, w których tylna część karety miała otwierany dach. Wyróżniana też odmiana taxi-landaulet, typowa dla taksówek, miała zupełnie odkryte miejsce kierowcy przed zamkniętym przedziałem. Nadwozie coupé w tym okresie było dwudrzwiowym, na ogół dwuosobowym nadwoziem zamkniętym bez przedziału dla kierowcy. Nadwozie kabriolet (fr. cabriolet) było nadwoziem zamkniętym, także z boków, w którym można było otwierać dach. Od nadwozi tourer (torpedo) kabriolet różnił się tym, że miał stałe okna boczne, które mogły mieć opuszczane szyby, albo mogły być opuszczane w całości z ramkami.
Poza podstawowymi typami, na początku XX wieku wyróżniano około 20 szczegółowych odmian nadwozi. Należy jednak zaznaczyć, że klasyfikacja nadwozi samochodowych nie była uniwersalnie stosowana, bywała różna w różnych państwach, oraz zmieniała się w czasie, stąd spotkane są rozbieżności w określaniu poszczególnych typów nadwozi w literaturze.

## Lata 1920–1939 – okres międzywojenny

### Upowszechnienie nadwozi zamkniętych (sedan)

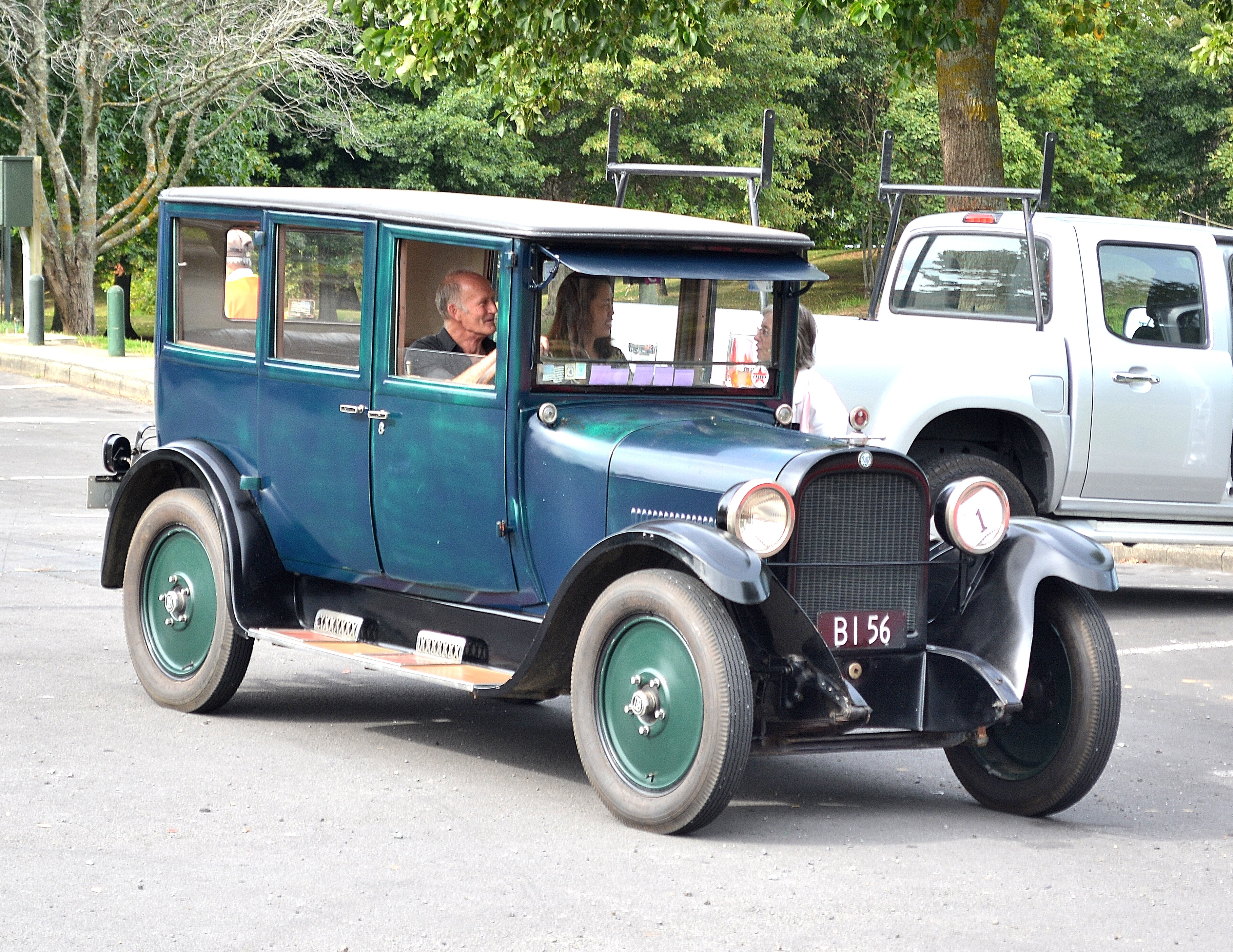
Wczesny sedan – Dodge A z 1924

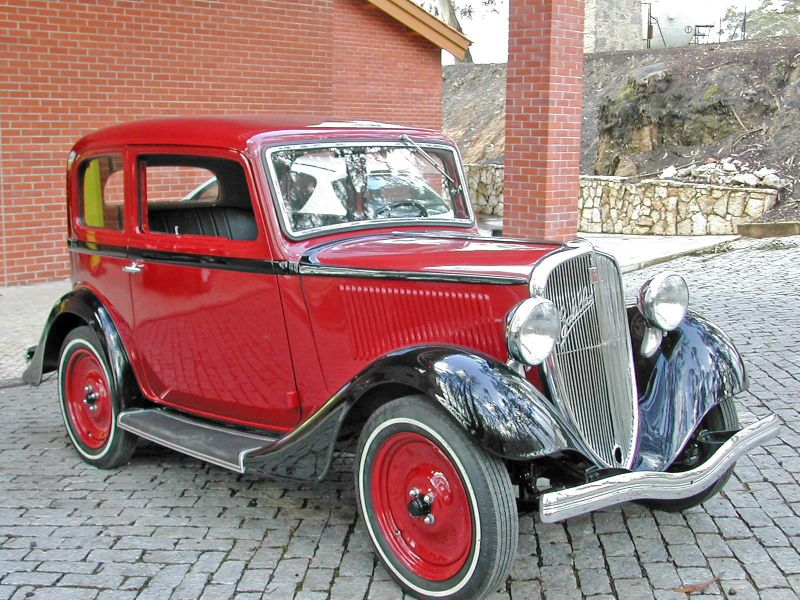
Fiat 508 dwudrzwiowy sedan z 1934

W latach 20. XX wieku pojawiły się i szybko upowszechniły zamknięte nadwozia typu sedan, w których kierowca nie był oddzielony w osobnym przedziale od pasażerów, co pozwoliło na rozpowszechnienie się nadwozi zamkniętych także w mniejszych i tańszych samochodach. Wraz z nowymi metodami wytwarzania stalowych karoserii stały się one tańsze i bardziej dostępne, a także bezpieczniejsze w razie wypadku od otwartych nadwozi turystycznych. Pod wpływem terminologii niemieckiej zdarza się określanie takiego nadwozia także jako limuzyny. Nadwozia zamknięte, zapewniające lepszą ochronę przed warunkami atmosferycznymi dla pasażerów i bagażu, w latach 30. prawie całkowicie wyparły otwarte nadwozia torpedo (tourer). Oczywistą zaletą był także utrudniony dostęp dla osób niepowołanych i lepsza ochrona bagażu. Oprócz sedanów czterodrzwiowych produkowano także dwudrzwiowe (tudor), w których pasażerowie tylnego rzędu siedzeń musieli wsiadać i wysiadać za złożonymi siedzeniami przednimi, przez szersze drzwi – nadwozie takie było tańsze, lecz było popularne głównie w Niemczech i w mniejszym zakresie w USA. Drzwi otwierane do tyłu nadal zdarzały się w nadwoziach zamkniętych do końca lat 50. Rzadkim rozwiązaniem było nadwozie czterodrzwiowe bez usztywniających słupków między drzwiami, z których tylne były wtedy zawieszone na tylnej krawędzi, zapewniające dużą wygodę wsiadania (np. Lancia Aprilia).
Obok dwudrzwiowych sedanów wciąż budowano dwudrzwiowe coupé, które mogły mieć jeden lub dwa rzędy siedzeń. Oba typy nadwozi różniły się profilem dachu i ilością miejsca wewnątrz i bywały produkowane jako odmiany tych samych modeli (np. w USA). Nadal budowano kabriolety, ale nie były one lżejsze od nadwozi zamkniętych, natomiast stały się od nich droższe, co powodowało ich ograniczoną popularność. W pewnym sensie kontynuacją otwartych tourerów stały się samochody z otwartymi nadwoziami o lepszych możliwościach poruszania się w terenie, produkowane nadal do specyficznych zastosowań wojskowych i policyjnych.

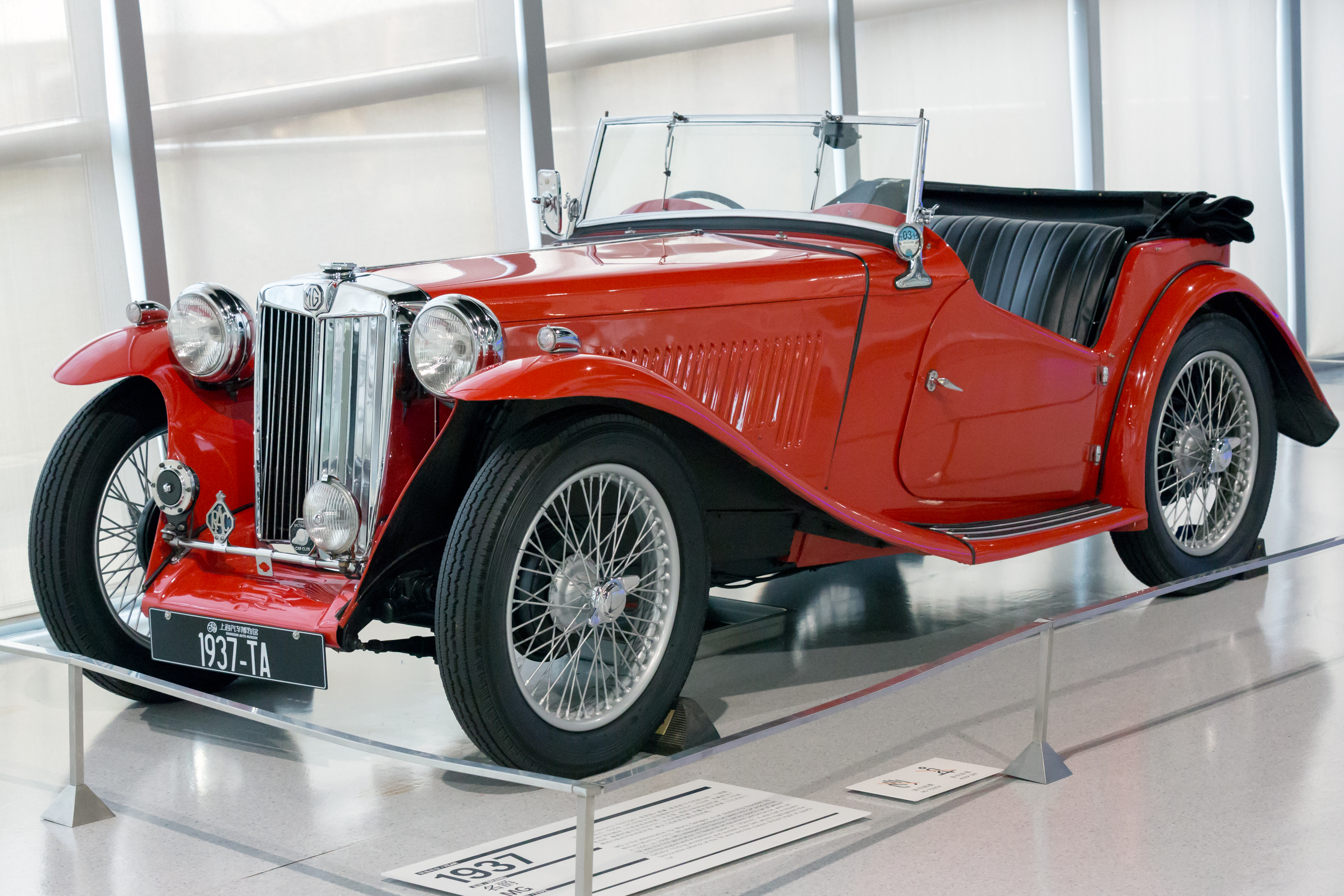
Roadster MG TA z 1937

Dwuosobowym odpowiednikiem otwartego tourera stało się w latach 20. nadwozie roadster, które niekoniecznie miało wówczas charakter sportowy. Zaletą w stosunku do tourera bywał większy bagażnik, który często miał wyściełaną klapę otwieraną do tyłu i tworzącą w ten sposób dodatkowe mało wygodne tylne siedzenie, znajdujące się poza kabiną chronioną rozkładanym dachem (potocznie znane w Polsce jako „siedzenie dla teściowej”). Nadwozia tego typu określane też były jako spider lub w USA: runabout (podobnie jak faetony), raceabout lub speedster. Mniejszy płócienny dach lepiej dał się chować za siedzeniem, pozwalając na bardziej elegancką linię, niż w tourerach. Jako małe samochody sportowe roadstery przetrwały w produkcji znacznie dłużej od tourerów. Podobne do nich były bardziej komfortowe dwumiejscowe kabriolety, z podnoszonymi szybami. Do kabrioletów produkowano też opcjonalne sztywne zakładane dachy. Istniały także nadwozia fałszywy kabriolet (faux cabriolet lub faux coupé), jedynie imitujące styl nadwozia kabriolet z podniesionym dachem, w których stały dach obciągnięty był sztuczną skórą i zaopatrzony w imitacje zewnętrznego mechanizmu do składania.

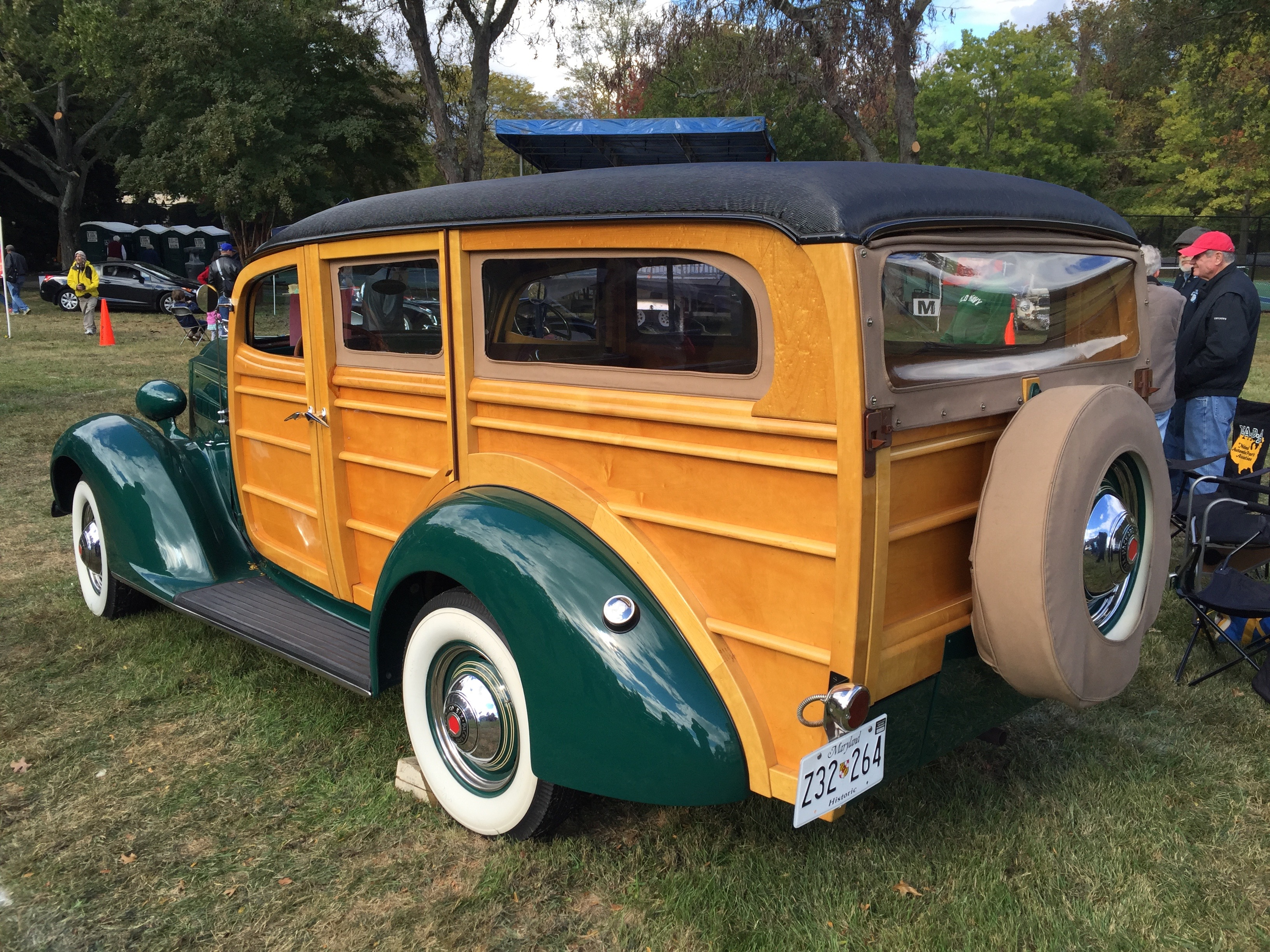
Amerykański Packard Six kombi „woodie” z 1937

W okresie międzywojennym pojawiło się też zamknięte nadwozie uniwersalne, w polskiej terminologii: kombi. Były one jednak mało rozpowszechnione w Europie i służyły przede wszystkim do przewozu ładunków, z możliwością wstawienia tylnych siedzeń, ale rzadko były wyposażane w szyby z tyłu. Samochody takie bardziej popularne były w ofercie producentów amerykańskich (oznaczane tam jako station wagon). Zwłaszcza typowe dla USA stały się w tym czasie samochody kombi z ozdobną karoserią drewniano-stalową, z ramami z twardego drewna i kontrastującymi okładzinami. Produkowano je także w Europie, zwłaszcza tuż po II wojnie światowej, z uwagi na mniejsze zużycie stali. Stylistyczne okładziny drewniane lub je imitujące stosowano w USA także na sedanach i kabrioletach do lat 50.

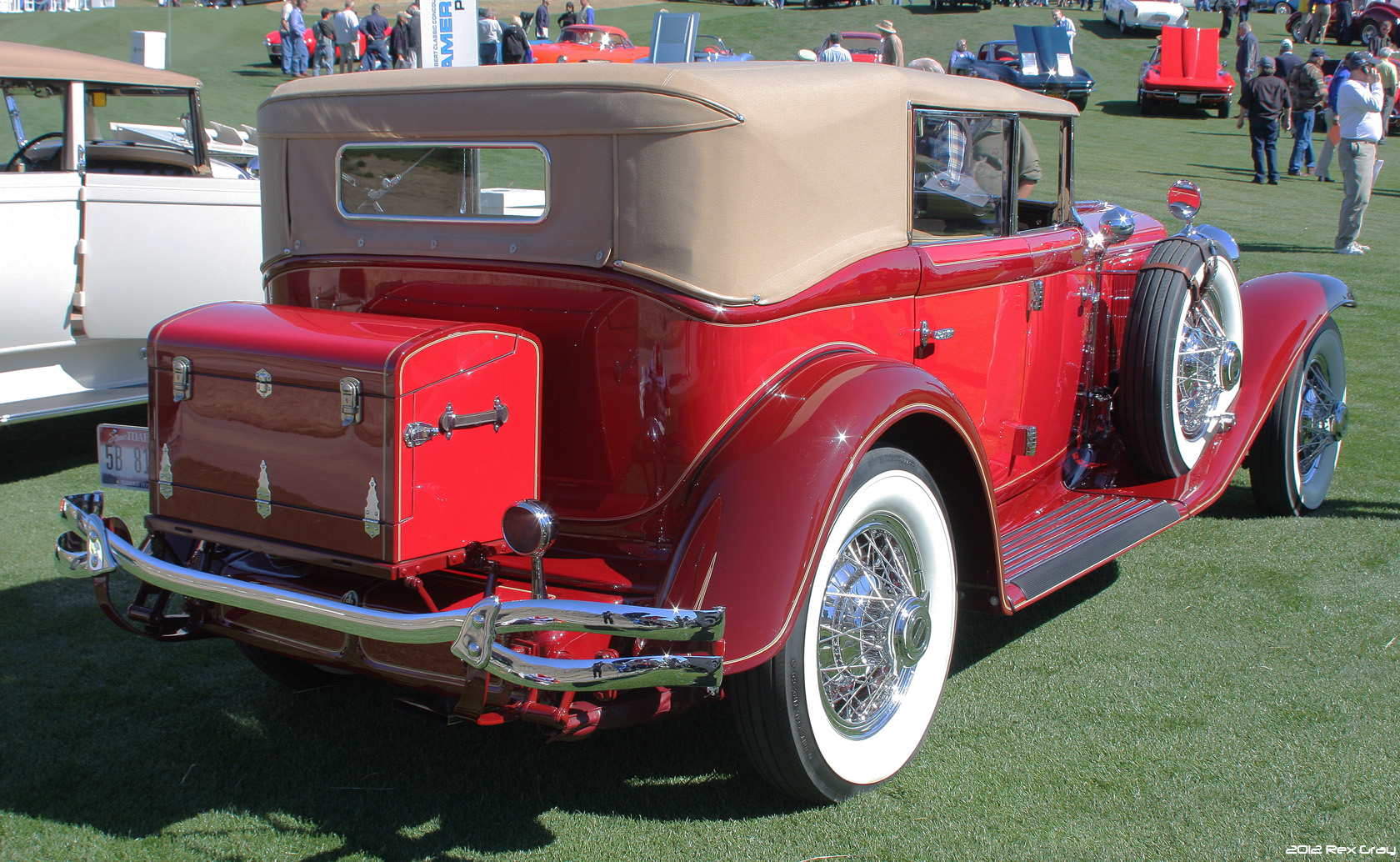
Kabriolet Cord L29 z 1930

Praktycznie wszystkie samochody miały wystające błotniki i długie stopnie wejściowe po bokach, które zaczęły zanikać dopiero pod sam koniec lat 30. Często samochody przenosiły jedno lub dwa koła zapasowe, mocowane po bokach maski za błotnikami lub z tyłu nadwozia. Koła zapasowe na błotnikach, czasem w osłonie, traktowane bywały też jako element ozdobny. W ciągu lat 20. typowym wyposażeniem samochodu stopniowo stały się zderzaki. Bagaże przewożono typowo w zdejmowanym kufrze lub walizce na zewnętrznej półce z tyłu, która mogła być rozkładana; stosowano też bagażniki dachowe. Dopiero jednak w latach 30. pojawiły się bagażniki jako integralna część nadwozia zamkniętego. Początkowo często bagażnik tylny był dostępny tylko z wnętrza samochodu, co było tańszym rozwiązaniem, lecz ostatecznie upowszechniły się bagażniki otwierane od zewnątrz. Przy otwieranym bagażniku, koło zapasowe zaczęło być przewożone wewnątrz.

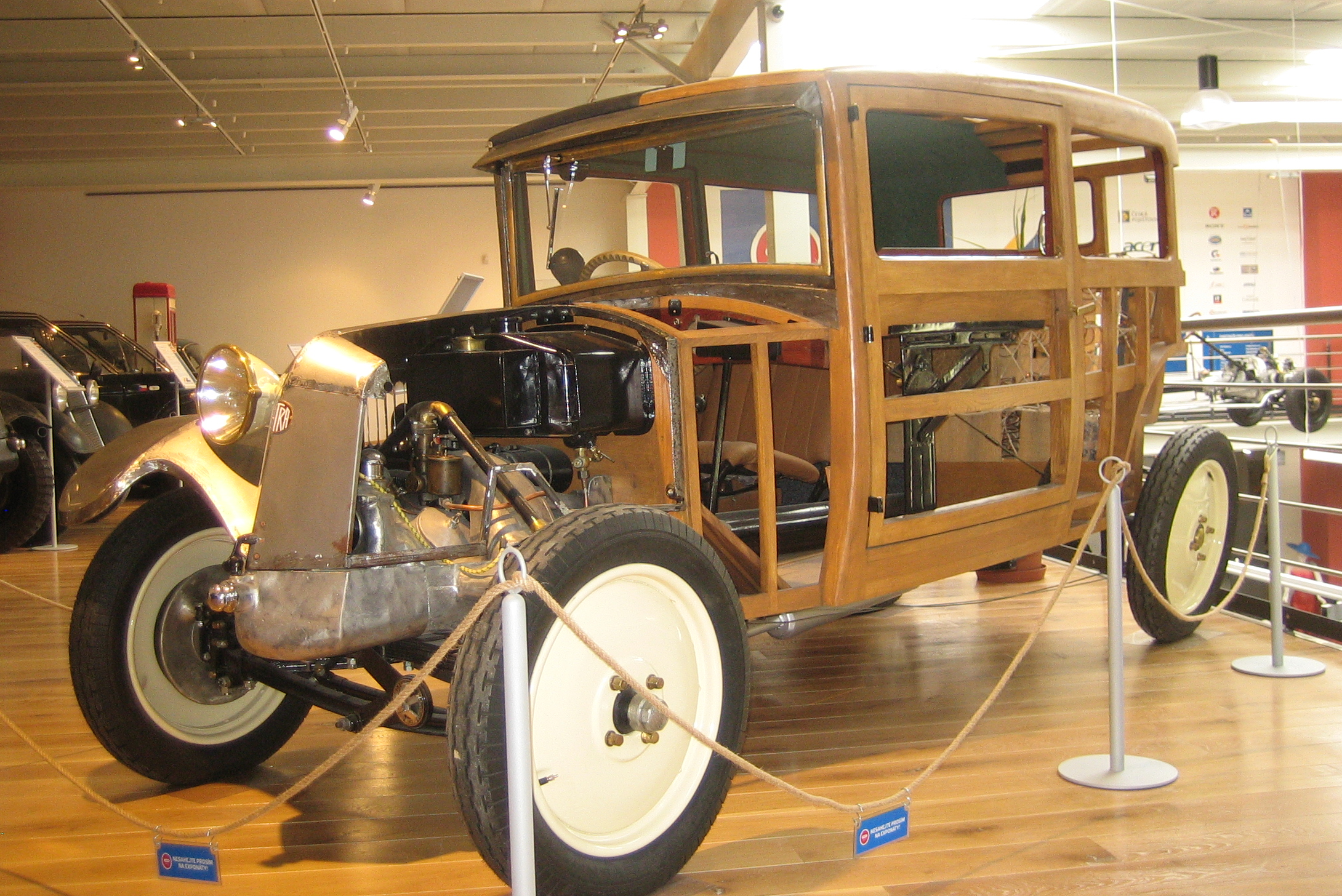
Drewniany szkielet nadwozia Tatry 12

Nadwozia były początkowo wykonywane z blachy mocowanej na drewnianym szkielecie, przykręconym do ramy podwozia. Ujemną cechą było to, że po pewnym okresie eksploatacji nadwozia zaczynały skrzypieć na skutek deformacji, a także źle zamykały się drzwi. Stosowano także poszycie drewnem obitym dermatoidem według pomysłu Weymanna. Ramowa konstrukcja podwozia sprzyjała nadal budowaniu nadwozi przez odrębne firmy karoseryjne, w tym luksusowych nadwozi według projektów indywidualnych. Na przełomie lat 20/30. stopniowo upowszechniły się, najpierw w USA z potem w Europie, nadwozia stalowe, spawane z tłoczonych blach. Umożliwiły one zarazem masową produkcję nadwozi. Upowszechnieniu zamkniętych nadwozi sprzyjało wprowadzenie w 1926 roku w USA szkła bezpiecznego. Początkowo jednak z powodu trudności wykonywania dużych płatów blachy, samochody miały powszechnie dach wykonywany w formie ramy obciągniętej płótnem i dopiero w 1934 roku na największym rynku amerykańskim zaczęły otrzymywać także stalowy dach. Około 1928–1930 roku wprowadzono w konstrukcji samochodów ramy nośne obniżone między osiami, pozwalające na obniżenie nadwozi i ich środka ciężkości. Istotną innowacją było pojawienie się nadwozi samonośnych, których pierwowzorem była Lancia Lambda. Dopiero jednak w ciągu kilku kolejnych dekad wyparły prawie całkowicie nadwozia na ramie. Mniejszą zmianą w zakresie nadwozi wpływającą na ułatwienie produkcji seryjnej było wprowadzenie natryskowych lakierów nitrocelulozowych w miejsce lakierów kopalowych. Na początku lat 30. spotykane były już lakiery metalizowane.

### Poszukiwania kształtów aerodynamicznych

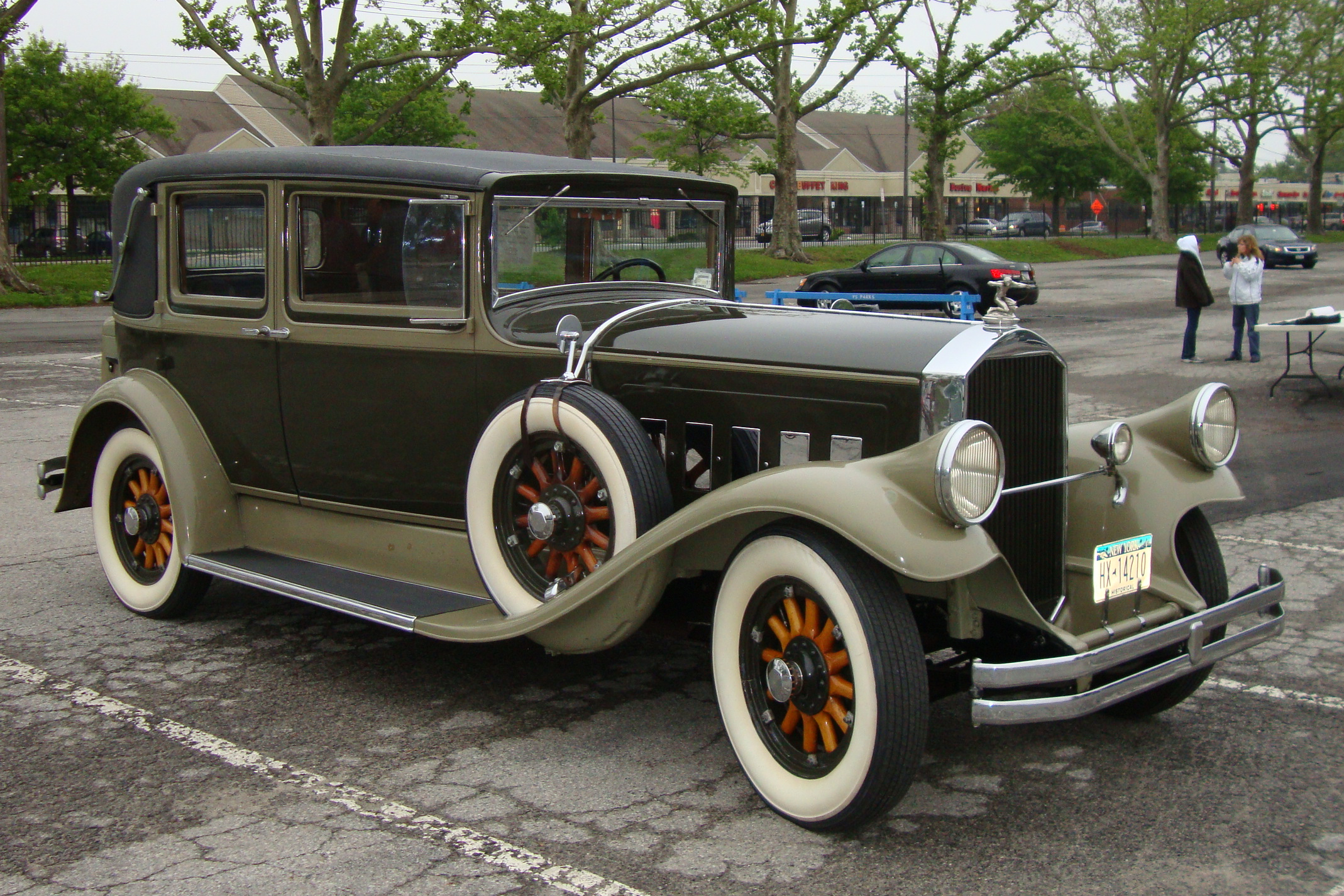
Sedan Pierce-Arrow z 1929 – typowy kształt nadwozia lat 20. (z ozdobnym dachem)

W latach 20. ogół konstruktorów przykładał niewielką wagę do aerodynamiki. Typowe samochody z nadwoziami sedan do połowy lat 30. prezentowały wysokie pudełkowate nadwozia o tradycyjnym kształcie, z pionowymi szybami przednimi i ścianami tylnymi – przy czym nad szybą przednią stosowano wystające daszki. Elementy opływowych kształtów przejawiały się w wąskich nadwoziach z gładkimi burtami i maską silnika w formie klina, zwieńczoną chłodnicą, oraz wydłużonych błotnikach. Dotyczyło to przede wszystkim drogich luksusowych samochodów, którym chciano nadać wygląd bardziej dynamiczny, podkreślający prędkość – za ideał piękna uważane były samochody o jak najdłuższej masce kryjącej duży silnik i długich przednich błotnikach. Osobne „skrzydła” błotników przednich nie były jednak korzystne pod względem aerodynamicznym. Najszybciej widoczne stało się dążenie do poprawy aerodynamiki i wyglądu reflektorów, umożliwione przez zastąpienie lamp acetylenowych przez elektryczne. Obudowy reflektorów przybierały opływowe – kroplowe lub wydłużone kształty. Reflektory samochodów do końca okresu międzywojennego były jednak typowo wolnostojące na błotnikach lub między nimi, a reflektory zintegrowane z błotnikami lub nadwoziem były wyjątkami, powszechniejszymi dopiero pod koniec lat 30. Już od 1913 roku firma Pierce-Arrow stosowała opływowe reflektory połączone z błotnikami, chociaż w tym czasie był to tylko zabieg stylistyczny. Chłodnice silników, umieszczone z przodu maski, typowo były wąskie, pionowe, z czasem chronione przez ozdobne atrapy. Chłodnica lub jej atrapa zazwyczaj była opatrzona emblematem fabrycznym lub nazwą marki, a jej kształt i forma stawały się czasem atrybutem wyróżniającym markę. Był to jeden z elementów, które najwcześniej zaczęły być dla ozdoby chromowane, poczynając od rynku amerykańskiego (Oldsmobile).
Już w latach 20. niektórzy konstruktorzy zaczęli projektować samochody o formach opływowych, w oparciu o doświadczenia z lotnictwa. Pierwszym takim pojazdem budowanym seryjnie był Rumpler Tropfenwagen z 1921 roku, z nietypowym układem konstrukcyjnym i nadwoziem o profilu kroplowym w widoku z góry. Duży wpływ na późniejsze konstrukcje wywarły badania nad nadwoziami aerodynamicznymi, które od 1922 roku prowadził Paul Jaray, ale jego projekty nie zyskały uznania producentów, podobnie jak inne wczesne próby z lat 20. Publiczności w tej dekadzie trudno było zaakceptować samochód bez stopni po bokach, błotników i klasycznej maski. Pierwowzór nadwozia pontonowego, z zaokrąglonym przodem i płaskimi burtami razem z błotnikami, miał mikrosamochód Hanomag „Kommissbrot” z 1924 roku, chociaż w tym przypadku wynikało to z chęci maksymalnego wykorzystania miejsca i z przeniesienia silnika do tyłu. Dopiero na początku lat 30. powszechniej zrozumiano korzyści z nadwozia aerodynamicznego, jak możliwość osiągania większej prędkości przy mniejszej mocy i zużyciu paliwa, dzięki zmniejszeniu oporu powietrza. Pierwszym krokiem w tym celu stało się obniżenie ramy dla uzyskania niższego nadwozia. 

Prekursorzy nadwozi aerodynamicznych z lat 20.
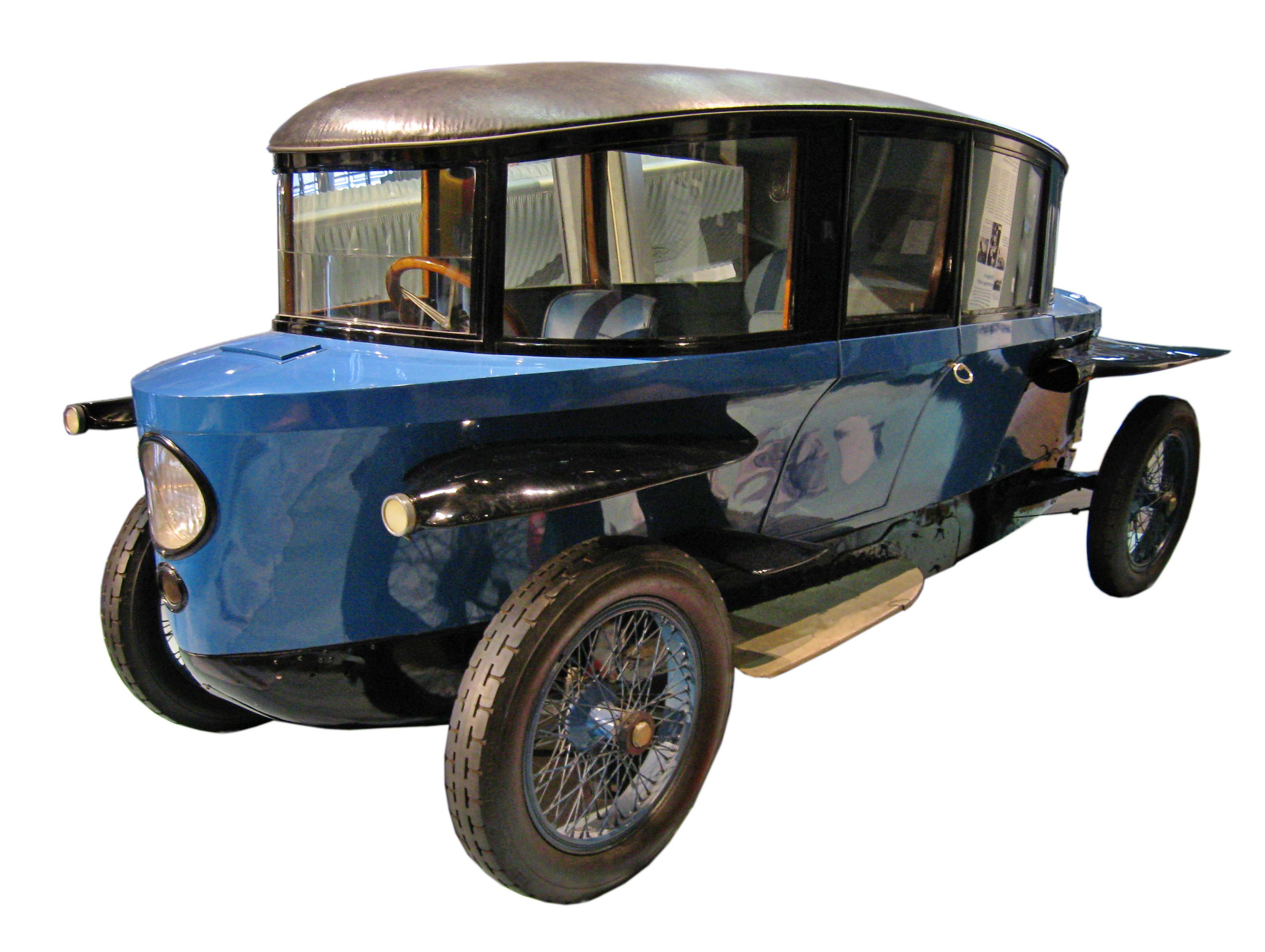
Rumpler Tropfenwagen z 1921
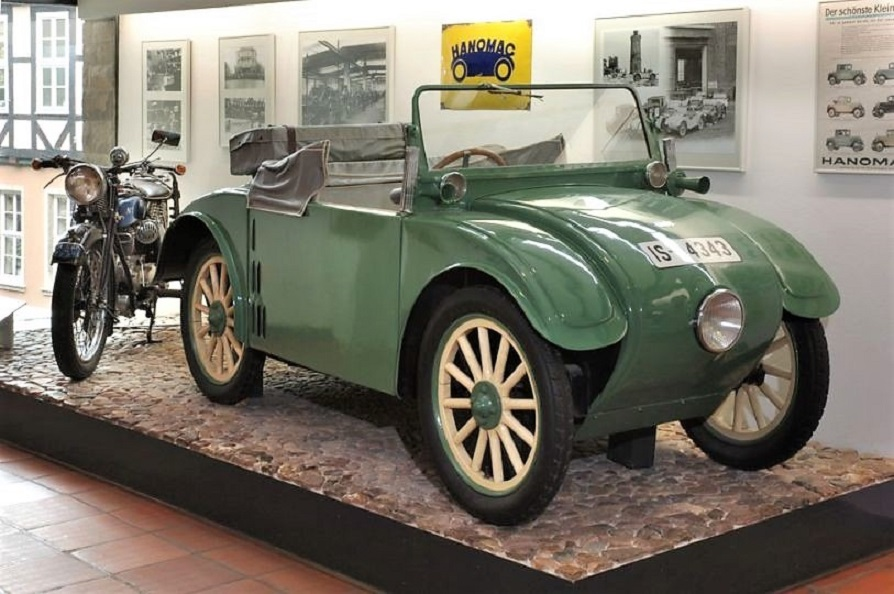
Hanomag 2/10 PS „Kommissbrot” z 1924
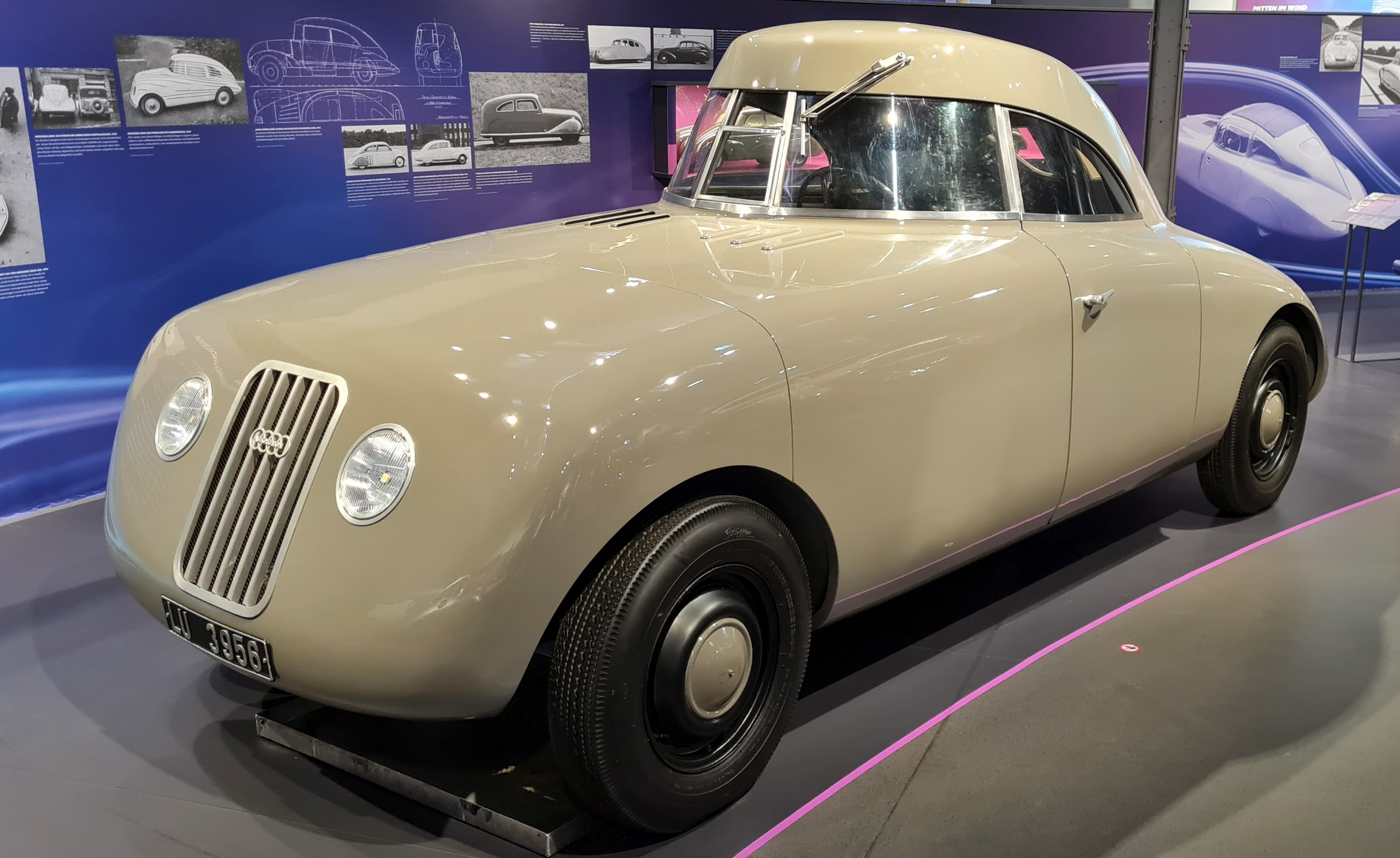
Prototyp Auto-Union z karoserią Paula Jaraya

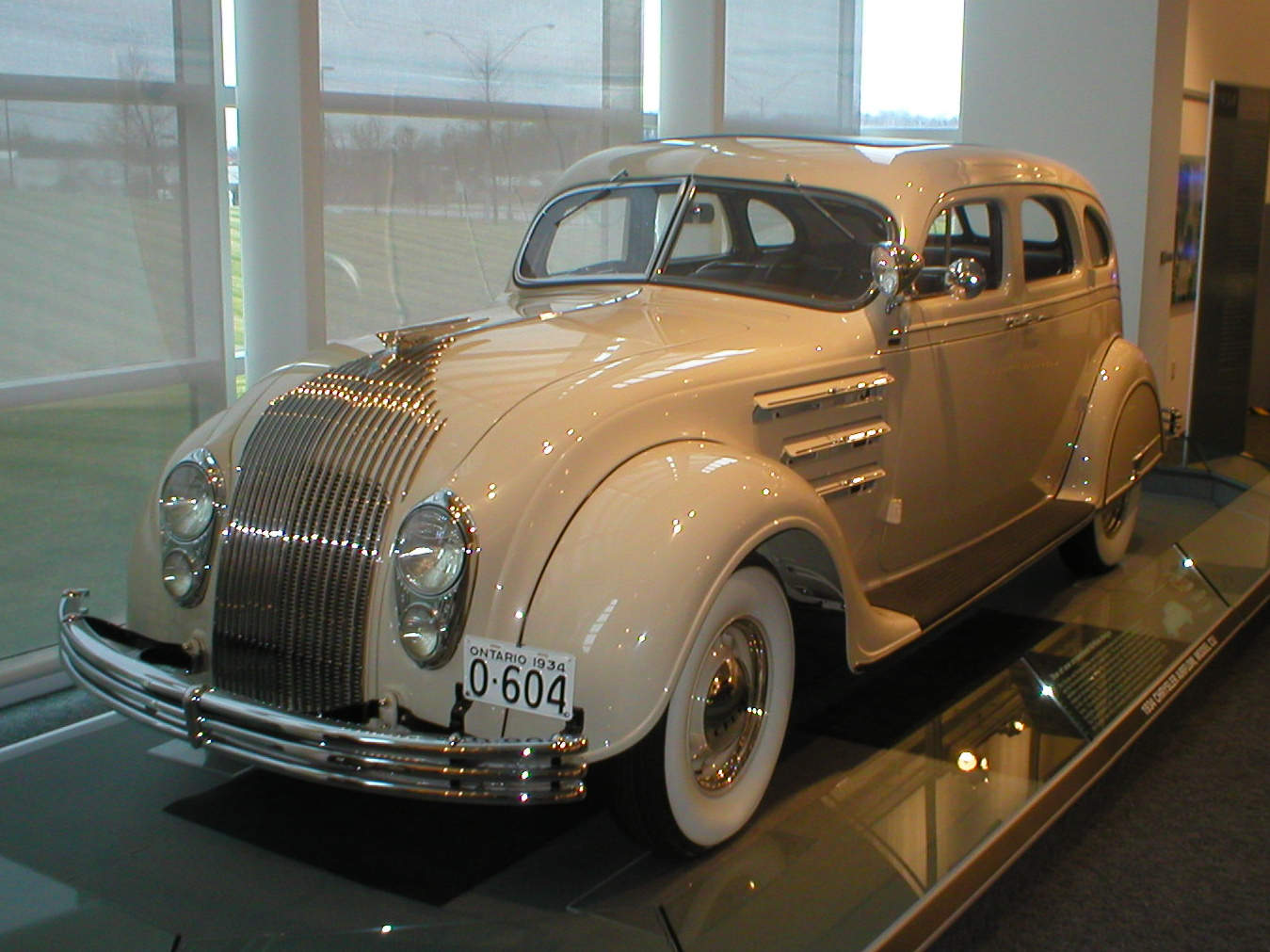
Chrysler Airflow z 1934

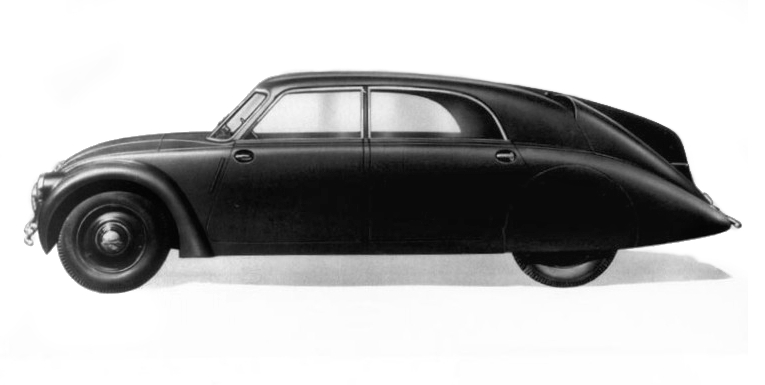
Tatra 77 z 1934

Na przełomie lat 20/30. zaczęto wygładzać kanty wysokich nadwozi zamkniętych i lekko pochylać szybę przednią, co było początkowo utożsamiane z nadwoziem opływowym (ang. streamline). Również atrapy chłodnicy zaczęły być pochylane z powodów stylistycznych. W 1932 roku zaczęły pojawiać się nadwozia przywiązujące większą wagę do aerodynamiki, częściowo dzięki pozafabrycznym firmom karoseryjnym. Stanowiło to zarazem emanację stylu architektury i wzornictwa przemysłowego streamline (opływowego modernizmu). W 1934 roku zadebiutowały dwa pierwsze seryjne luksusowe samochody prezentujące kompleksowe nadwozia opływowe, zrywające całkowicie z dotychczasową modą, z opadającym kroplowym profilem tyłu (fastback) i zaokrąglonym przodem z integralnymi reflektorami: amerykański Chrysler Airflow i czeska Tatra 77. Nowością było także przesunięcie w nich przedziału pasażerskiego znad tylnej osi do przodu, pomiędzy osie, a błotniki były połączone z nadwoziem, chociaż nadal wystawały na boki. W przypadku Tatry, umieszczenie silnika z tyłu umożliwiło zastosowanie gładkiego opływowego przodu nadwozia, a tylne błotniki z zakrytymi kołami prawie nie odstawały od burt szerokiego nadwozia, pozbawionego wystających progów. Airflow, z tępym przodem, zbyt odbiegający od samochodów, do jakich nabywcy byli przyzwyczajeni, nie odniósł sukcesu rynkowego, a Tatra pozostała modelem małoseryjnym, lecz wyznaczyły one kierunek zmian. Do końca okresu międzywojennego projektanci starali się jednak na ogół godzić wymogi aerodynamiki z bardziej tradycyjnymi wąskimi i wysokimi maskami silnika, stosując opływowe błotniki, lekko pochylone szyby przednie i tył nadwozia fastback. Takimi mniej radykalnymi opływowymi samochodami debiutującymi w tym samym 1934 roku były średniej wielkości DKW Schwebeklasse i Steyr 100. Część projektantów łączyła w latach 30. opływowe reflektory z błotnikami, a niektórzy umieszczali reflektory wbudowane w błotniki lub przód nadwozia, jednakże większość konstrukcji nie zrywała jeszcze z klasyczną wąską maską zakończoną pionową lub lekko pochyloną atrapą chłodnicy. Aerodynamikę przy płaskich szybach próbowano polepszać przez zastosowanie dzielonej nachylonej szyby przedniej, w formie szerokiego „V”, a sporadycznie pojedynczej szyby i dwóch małych na rogach. Także błotniki, mimo że były nadal osobnymi elementami wystającymi na boki, zaczynały być stopniowo integrowane optycznie z nadwoziem. Zwłaszcza dotyczyło to błotników tylnych, które zwłaszcza w luksusowych nadwoziach czasem zakrywały całkowicie koło. W 1936 roku uznanie zyskał luksusowy opływowy Lincoln Zephyr, mniej radykalnie stylizowany od Chryslera, w którym reflektory zamontowano na wyraźniej wyodrębnionych błotnikach. Poszukiwania nowego rozwiązania przedniego pasa nadwozia były częstsze od połowy lat 30, czemu sprzyjało większe upowszechnienie nadwozi samonośnych. Niemiecki popularny Opel Olympia z 1935 roku stanowił krok w kierunku zintegrowania reflektorów z maską silnika i błotnikami, mimo zachowania wąskiej atrapy chłodnicy i odrębnych błotników. W 1937 roku na połączenie reflektorów z błotnikami zdecydował się amerykański wielkoseryjny Ford (model z 1937). Amerykański Cord 810 charakteryzował się opływowym nadwoziem mimo zachowania wąskiej maski i wprowadził już w 1935 roku jako pierwszy chowane reflektory w błotnikach, aczkolwiek rozwiązanie to upowszechniło się dopiero znacznie później, w samochodach sportowych. Inne nietypowe rozwiązanie stylistyczne zastosowano we francuskich Peugeotach 302 i 402, w których błotniki łączyły się z maską, tworząc opływowy przód, a reflektory umieszczono za wypukłą kratą atrapy chłodnicy. Wprowadzenie nadwozi opływowych zbiegło się także w czasie z upowszechnieniem idei planowego postarzania produktów, której realizacją w dziedzinie samochodów, zwłaszcza na rynku amerykańskim, stało się częste prezentowanie  odświeżonych modeli (face lifting), automatycznie powodujących, że samochody poprzednich roczników stawały się wizualnie przestarzałe.

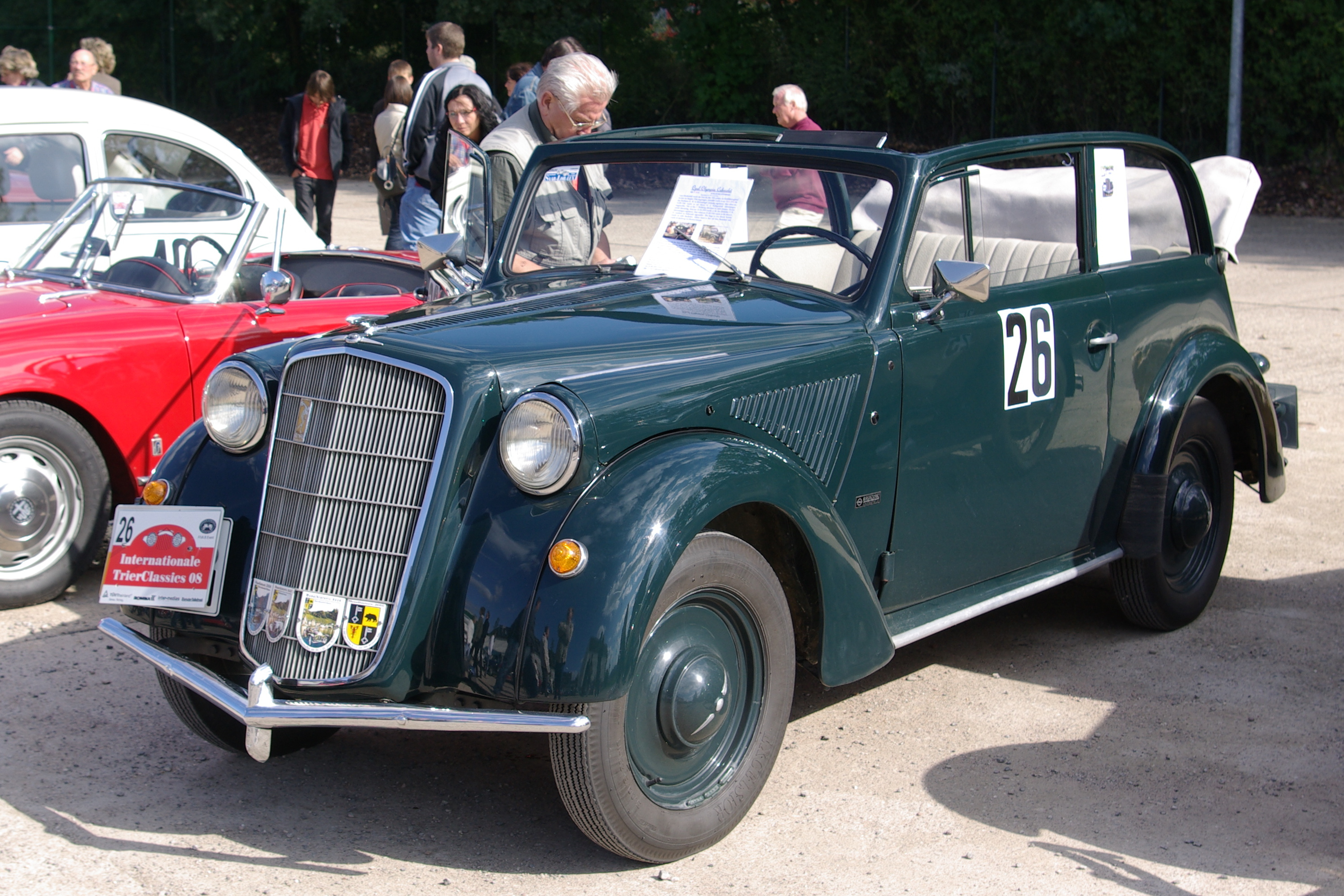
Opel Olympia kabriolet (debiut 1935)
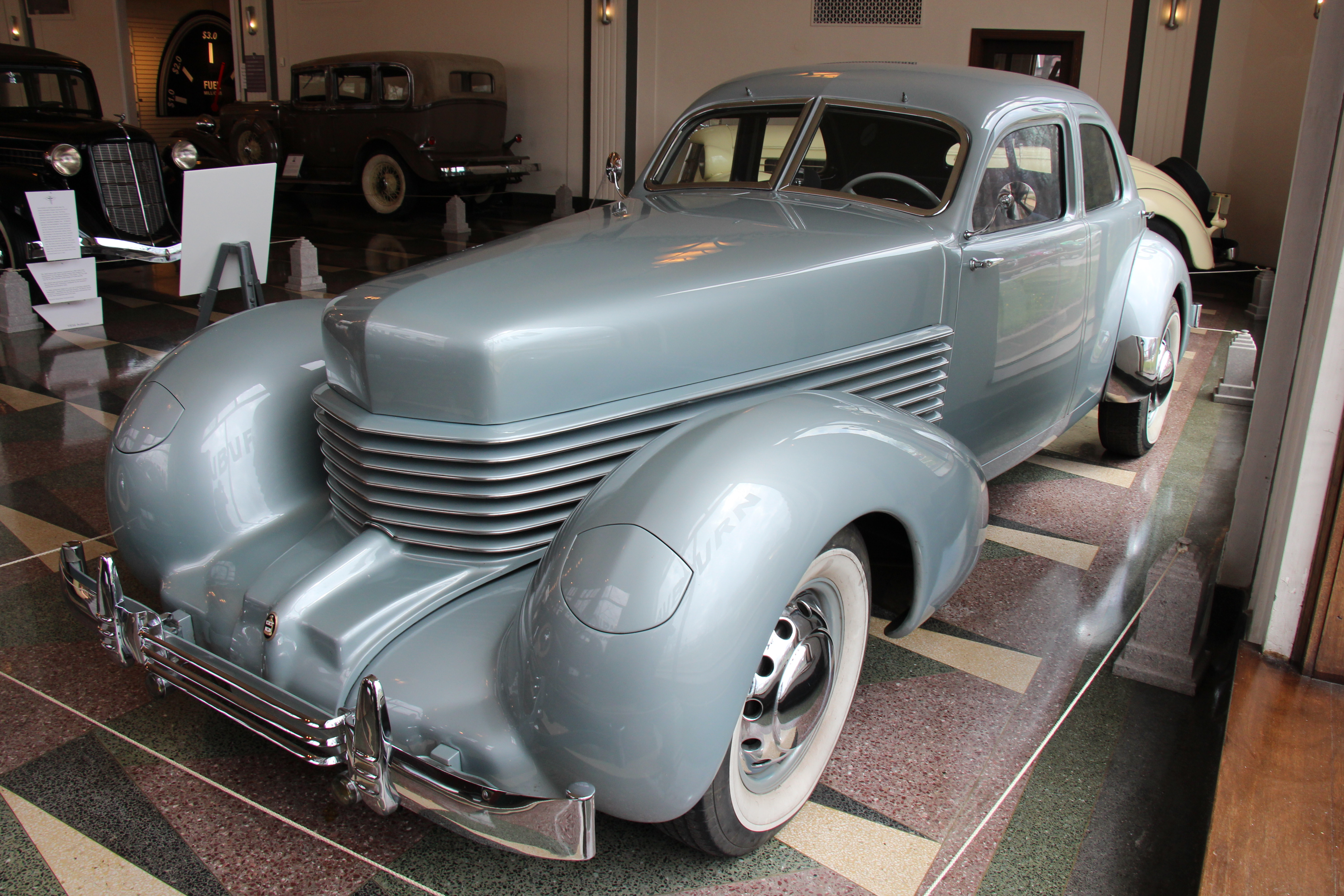
Cord 810 (debiut 1935)
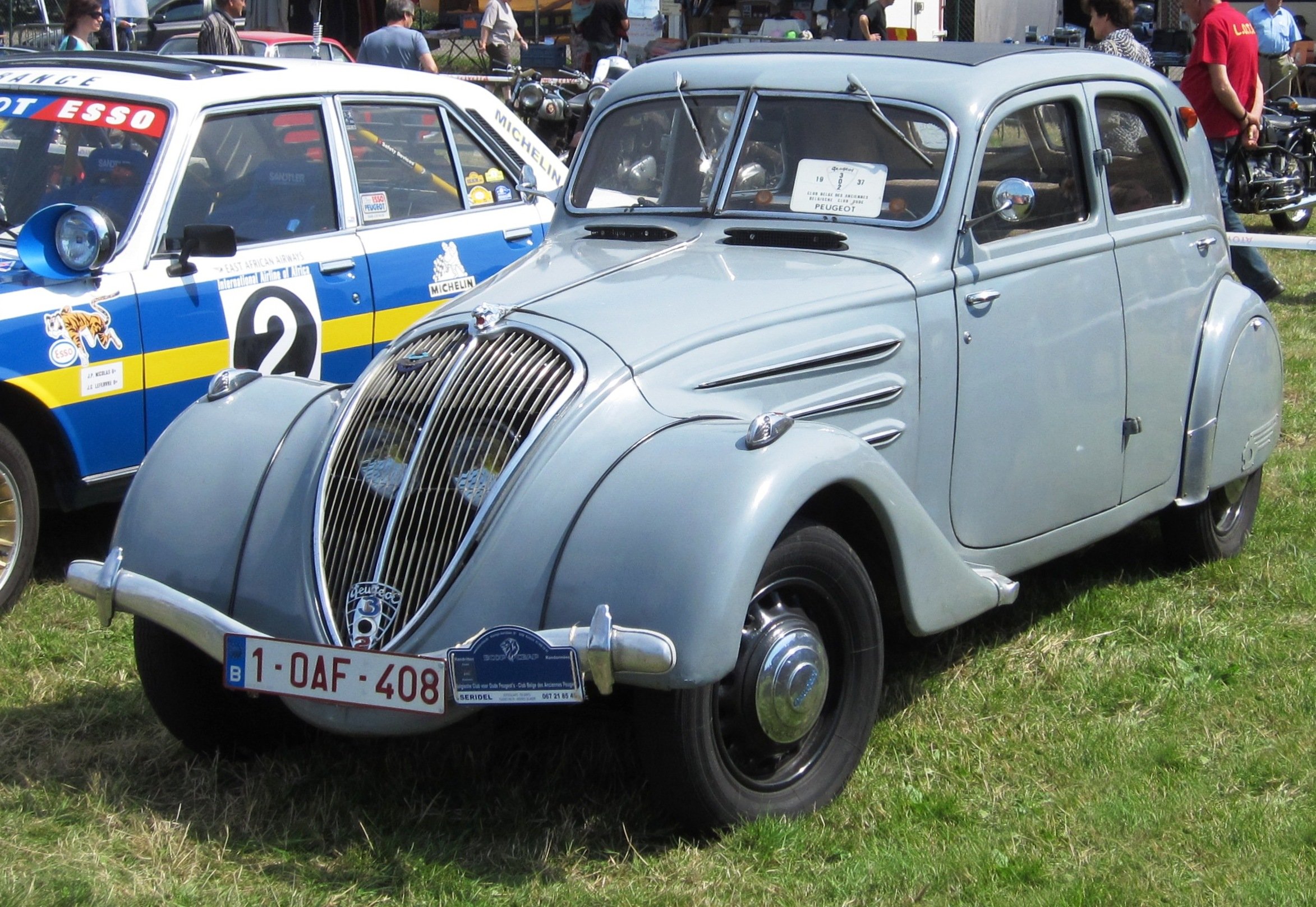
Peugeot 302
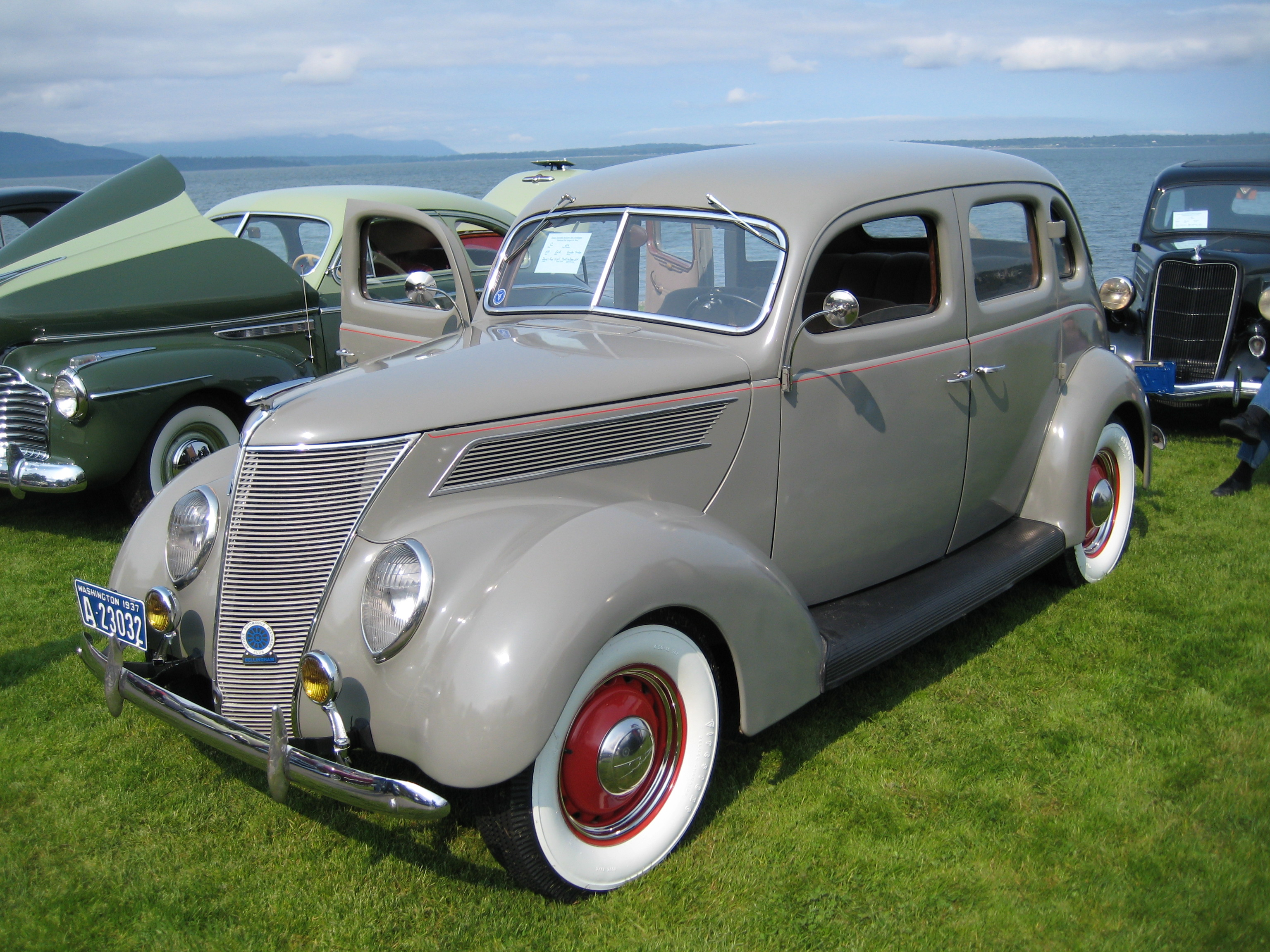
Ford z 1937

Dalej idące idee stylistyczne w latach 30. dotyczyły wprowadzenia opływowego kroplowego kształtu nadwozia w przedniej części oraz poszerzenia kabiny, wiążącego się z likwidacją zewnętrznych progów. 

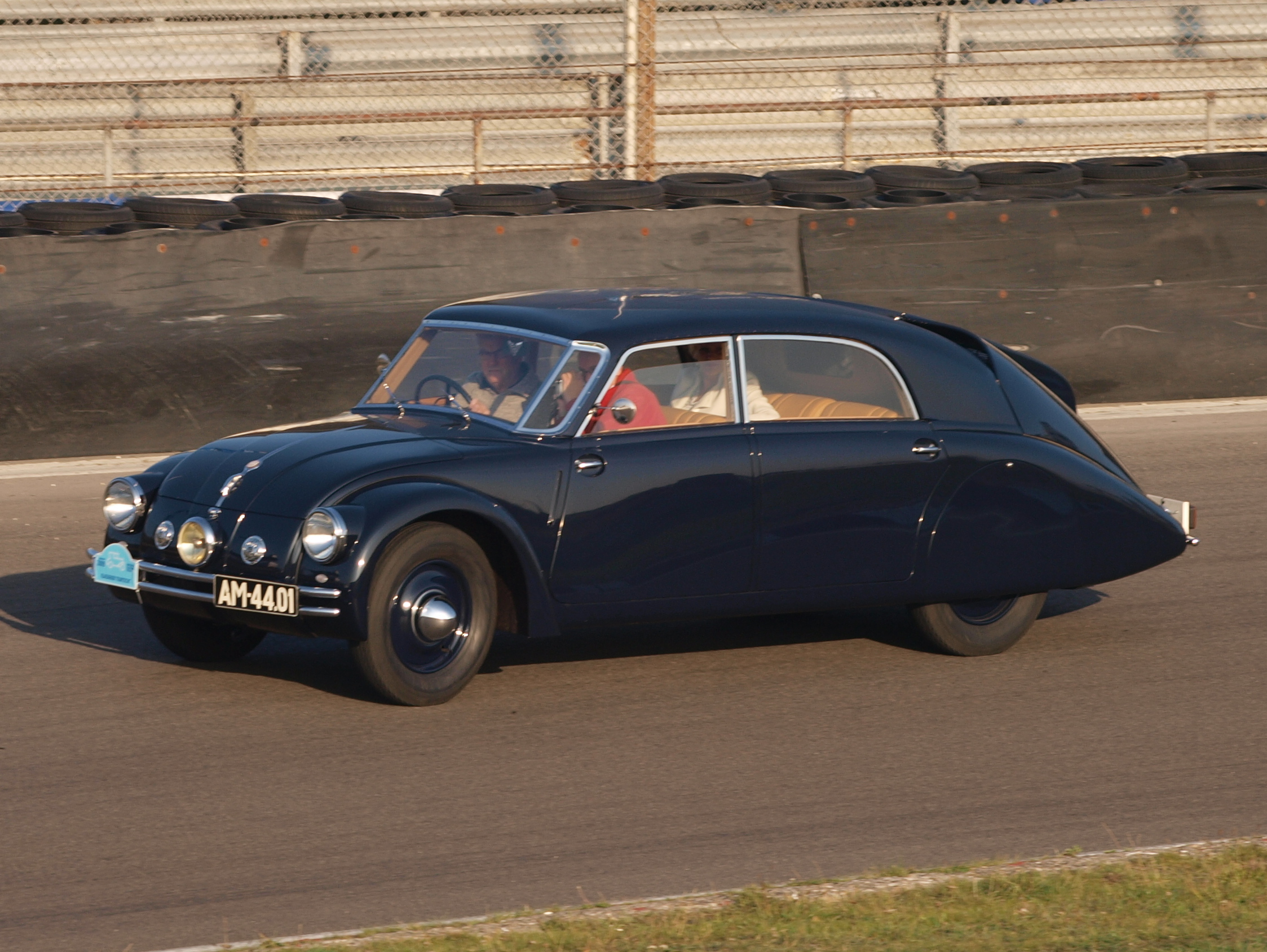
Tatra 77A z 1935
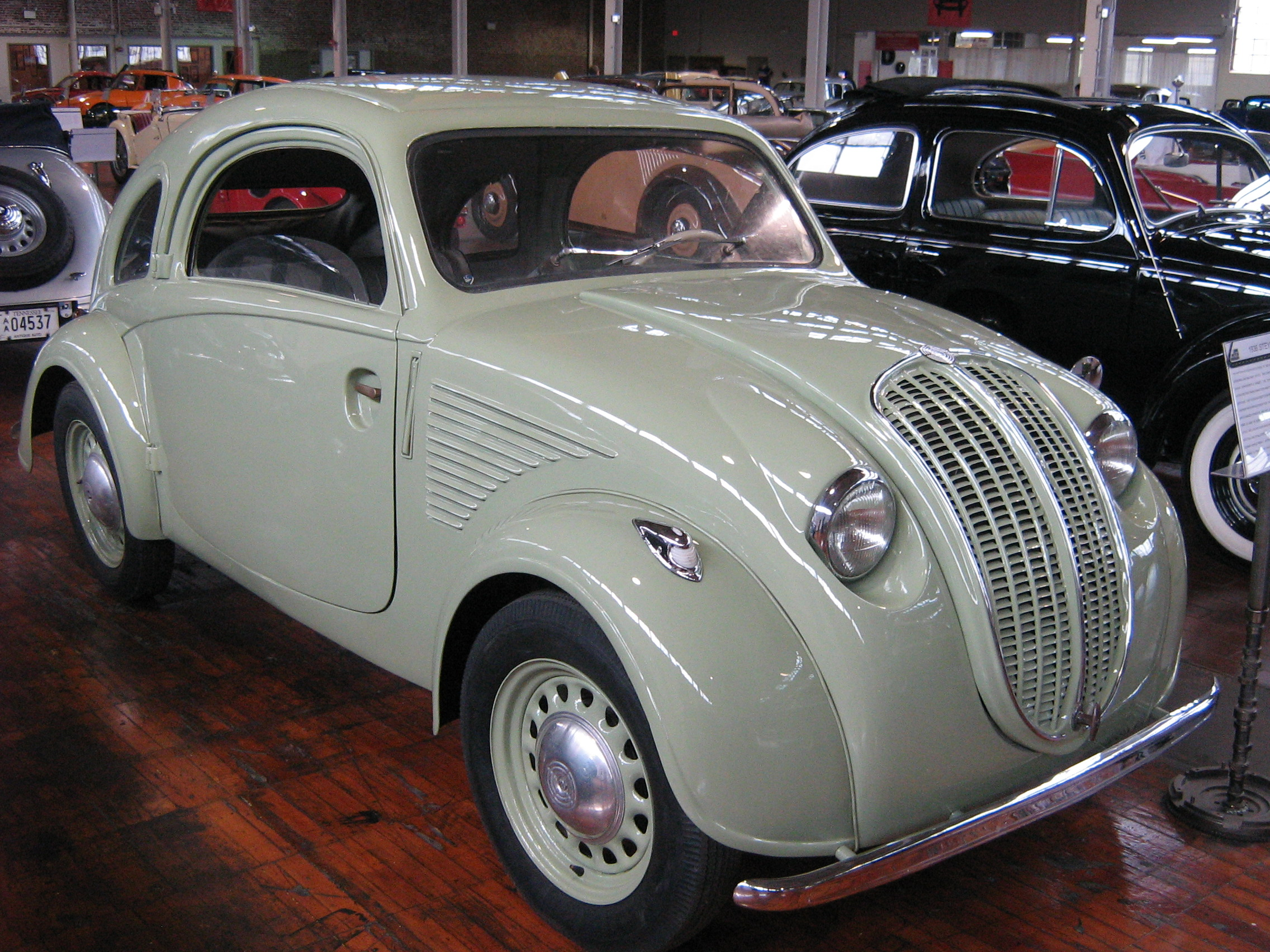
Steyr 50 z 1936
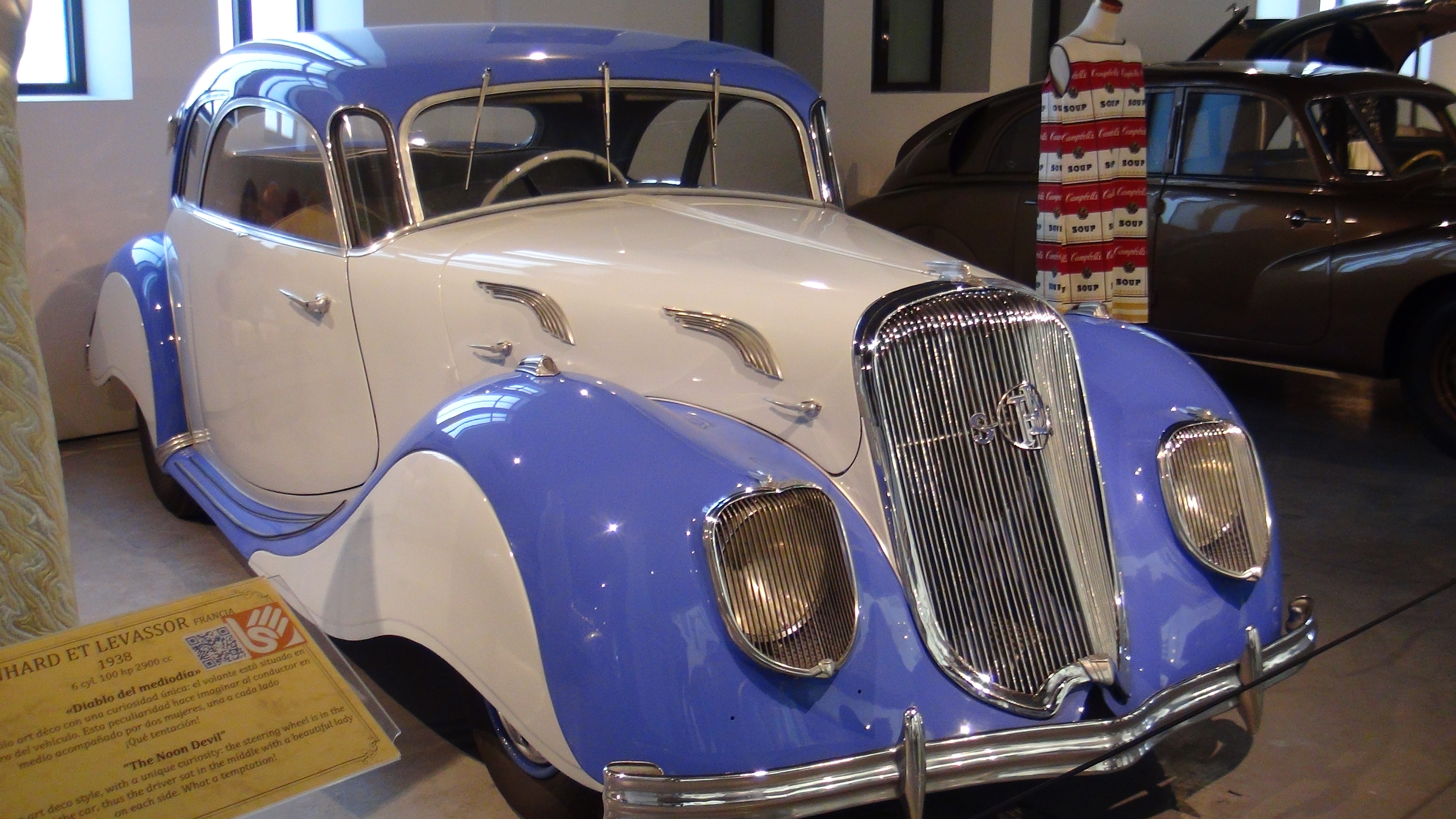
Panhard-Levassor Dynamic 140 z 1938 – elementy stylu opływowego